# Voltaire

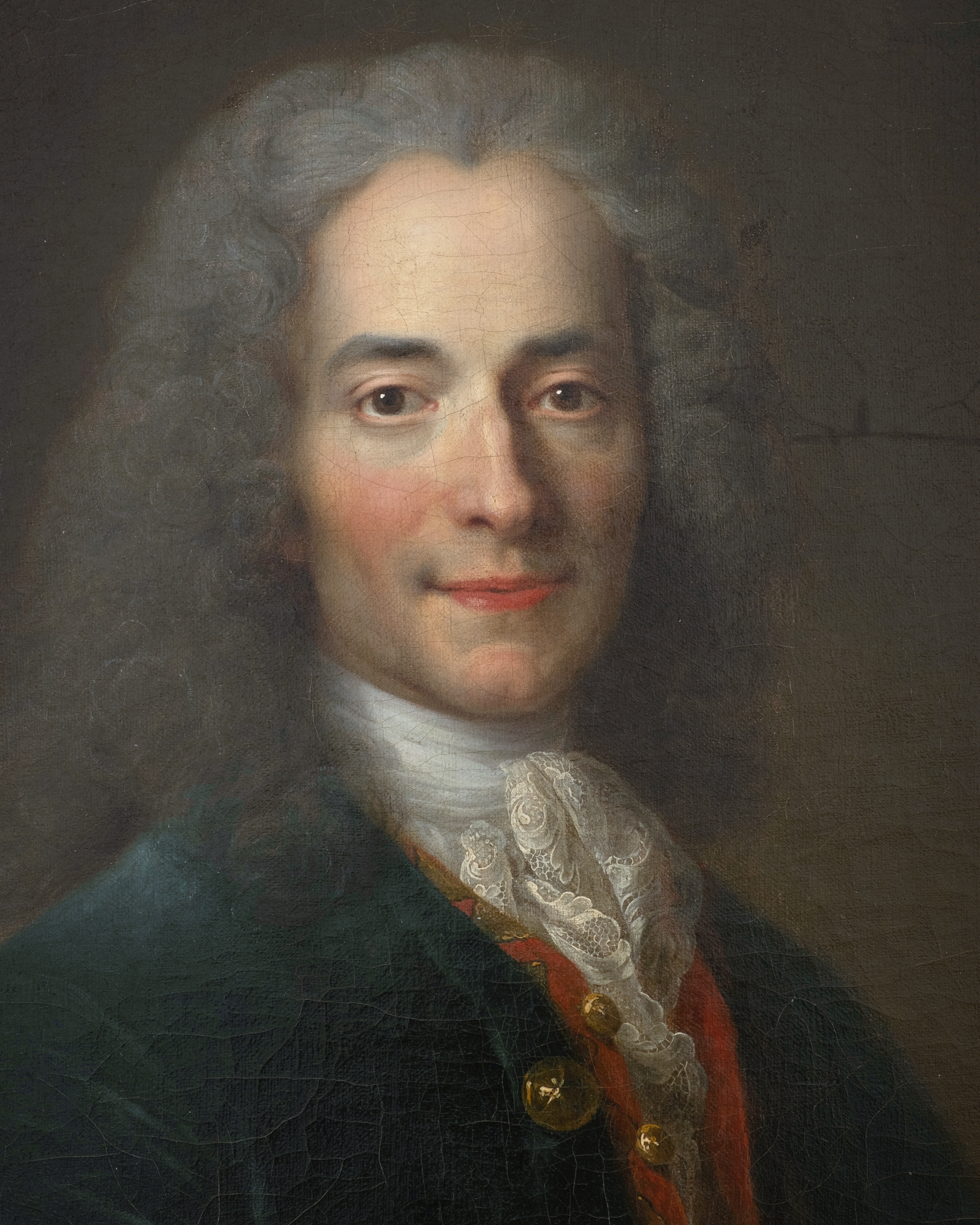
François-Marie Arouet (Voltaire), Porträt von Nicolas de Largillière (nach 1724/1725 entstanden)

Voltaire [vɔltɛ(ː)ʁ] (eigentlich François-Marie Arouet [fʁɑ̃swa maʁi aʁwɛ], * 21. November 1694 in Paris; † 30. Mai 1778 ebenda) war ein französischer Philosoph und Schriftsteller. Er ist einer der meistgelesenen und einflussreichsten Autoren der Aufklärung.
Vor allem in Frankreich nennt man das 18. Jahrhundert auch „das Jahrhundert Voltaires“ (le siècle de Voltaire). Als Lyriker, Dramatiker und Epiker schrieb er in erster Linie für das französische Bildungsbürgertum, als Erzähler und Philosoph für die gesamte europäische Oberschicht im Zeitalter der Aufklärung, deren Mitglieder für gewöhnlich die französische Sprache beherrschten und französischsprachige Werke zum Teil im Original lasen. Viele seiner Werke erlebten in rascher Folge mehrere Auflagen und wurden häufig auch umgehend in andere europäische Sprachen übersetzt. Voltaire verfügte über hervorragende Kenntnisse der englischen und der italienischen Sprache und veröffentlichte darin auch einige Texte. Er verbrachte einen beträchtlichen Teil seines Lebens außerhalb Frankreichs und kannte die Niederlande, England, Deutschland und die Schweiz aus eigener Erfahrung.
Mit seiner Kritik an den Missständen des Absolutismus und der Feudalherrschaft sowie am weltanschaulichen Monopol der katholischen Kirche war Voltaire ein Vordenker der Aufklärung und ein wichtiger Wegbereiter der Französischen Revolution. In der Darstellung und Verteidigung dessen, was er für richtig hielt, zeigte er ein umfangreiches Wissen und Einfühlungsvermögen für die Vorstellungen seiner zeitgenössischen Leser. Sein präziser und allgemein verständlicher Stil, sein oft sarkastischer Witz und seine Kunst der Ironie gelten oft als unübertroffen.

## Leben

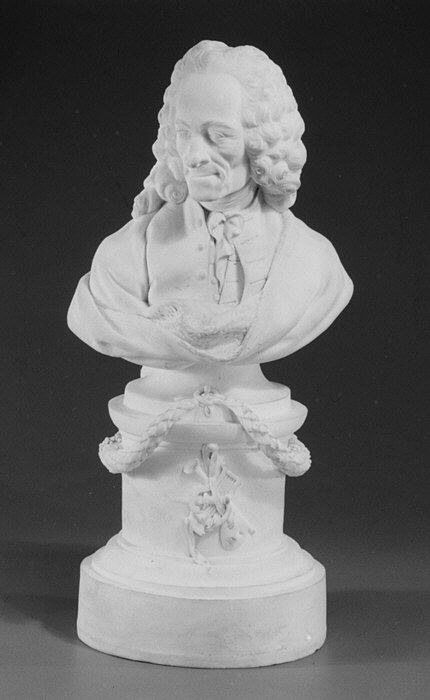
Büste von Voltaire, Paul-Louis Cyfflé

### Jugend
Der spätere Monsieur de Voltaire wurde als François-Marie Arouet am 21. November 1694 in Paris geboren und am nächsten Tag in der Kirche Saint-André-des-Arts in Paris getauft. Voltaire selbst gab jedoch stets an, er sei bereits am 20. Februar desselben Jahres in einem Landhaus seiner Familie nahe dem Ort Sceaux geboren.
Voltaire war das jüngste von fünf Kindern des bürgerlichen Juristen François Arouet (1649–1722) und der adeligen Marie Marguerite Arouet (1661–1701), geborene Daumart. Zwei seiner älteren Geschwister waren schon kurz nach ihrer Geburt gestorben, sein Bruder Armand war zehn, seine Schwester Catherine acht Jahre älter als er. Der dem Jansenismus nahestehende Vater war Sohn eines wohlhabenden Pariser Textilkaufmanns, hatte zunächst den Posten eines Notars am Pariser Stadtgericht und kurz nach der Geburt seines Jüngsten das Amt eines Hohen Richters (Conseiller du roi) am Obersten Finanzgericht erworben. Hierbei übte er das einträgliche Amt eines Gebühreneinnehmers (receveur d’épices) aus. Voltaire selbst gefiel sich allerdings in der von ihm geäußerten Vorstellung, er sei außerehelich gezeugt worden, wobei er zum einen seinen Paten, den adeligen Abbé de Châteauneuf, und zum anderen einen Freund der Familie, den literarisch dilettierenden Ex-Offizier Guérin de Rochebrune († 1719), als Liebhaber seiner Mutter benannte.
Seine gebildete Mutter stammte aus einer Pariser Juristenfamilie. Sie starb, als Voltaire sechs Jahre alt war. Nach ihrem Tod wurde er zunächst von seiner Schwester betreut und kam 1704 als Internatsschüler auf das Jesuitenkolleg Louis-le-Grand (heute Lycée Louis-le-Grand). Hier erwarb er eine solide humanistische Bildung. Früh schon bewies er mit Versen seine literarische Begabung und wurde deshalb 1706 von seinem Patenonkel, dem Abbé de Châteauneuf, in den epikureisch-freidenkerischen Kreis um Philippe de Vendôme eingeführt, den Statthalter des Malteserordens in Frankreich. Auch seine Theaterbegeisterung nahm zu dieser Zeit ihren Anfang. Wohl aus der späten Schulzeit stammen erhaltene Fragmente der Tragödie Amulius et Numitor. 1710 gaben seine Lehrer ein Gedicht von ihm gedruckt heraus, eine Ode auf die heilige Genoveva. Im selben Jahr erhielt er mehrere Schulpreise und wurde dem seinerzeit bekanntesten Lyriker, Jean-Baptiste Rousseau, vorgestellt. Darüber hinaus gewann er unter seinen überwiegend adeligen Mitschülern einige Freunde, z. B. die Brüder René-Louis und Marc-Pierre d’Argenson, die später Außen- beziehungsweise Kriegsminister wurden.
Da er nach dem Willen seines Vaters Jurist werden sollte wie schon sein Bruder, schrieb er sich 1711 an der Pariser juristischen Hochschule ein. In der Hauptsache betätigte er sich jedoch als Verfasser eleganter und geistreicher Verse und machte sich in den literarischen Zirkeln der Stadt einen Namen. Im Frühjahr 1713 wurde er vom unzufriedenen Vater genötigt, eine Stelle als Notariatsangestellter (clerc de notaire) in der Provinzstadt Caen anzutreten. Jedoch verkehrte er bald auch hier in schöngeistigen und freidenkerischen Kreisen, so dass ihn der Vater im Herbst dazu zwang, den französischen Gesandten, einen Bruder seines Patenonkels, als Sekretär nach Den Haag zu begleiten. Dort begann er eine Liebschaft mit einer jungen Hugenottin, Tochter einer Madame Denoyer, die eine frankreichkritische satirische Zeitschrift herausgab. Wie aus erhaltenen Liebesbriefen der jungen Leute hervorgeht, dachte Voltaire sogar an eine Entführung der siebzehnjährigen „Pimpette“. Die entsetzte Mutter beschwerte sich beim Gesandten, worauf dieser seinen neunzehnjährigen Sekretär nach Paris zurückschickte. Der Vater drohte ihm empört mit Enterbung und Deportation nach Amerika.

### Erste Werke und Veröffentlichungen

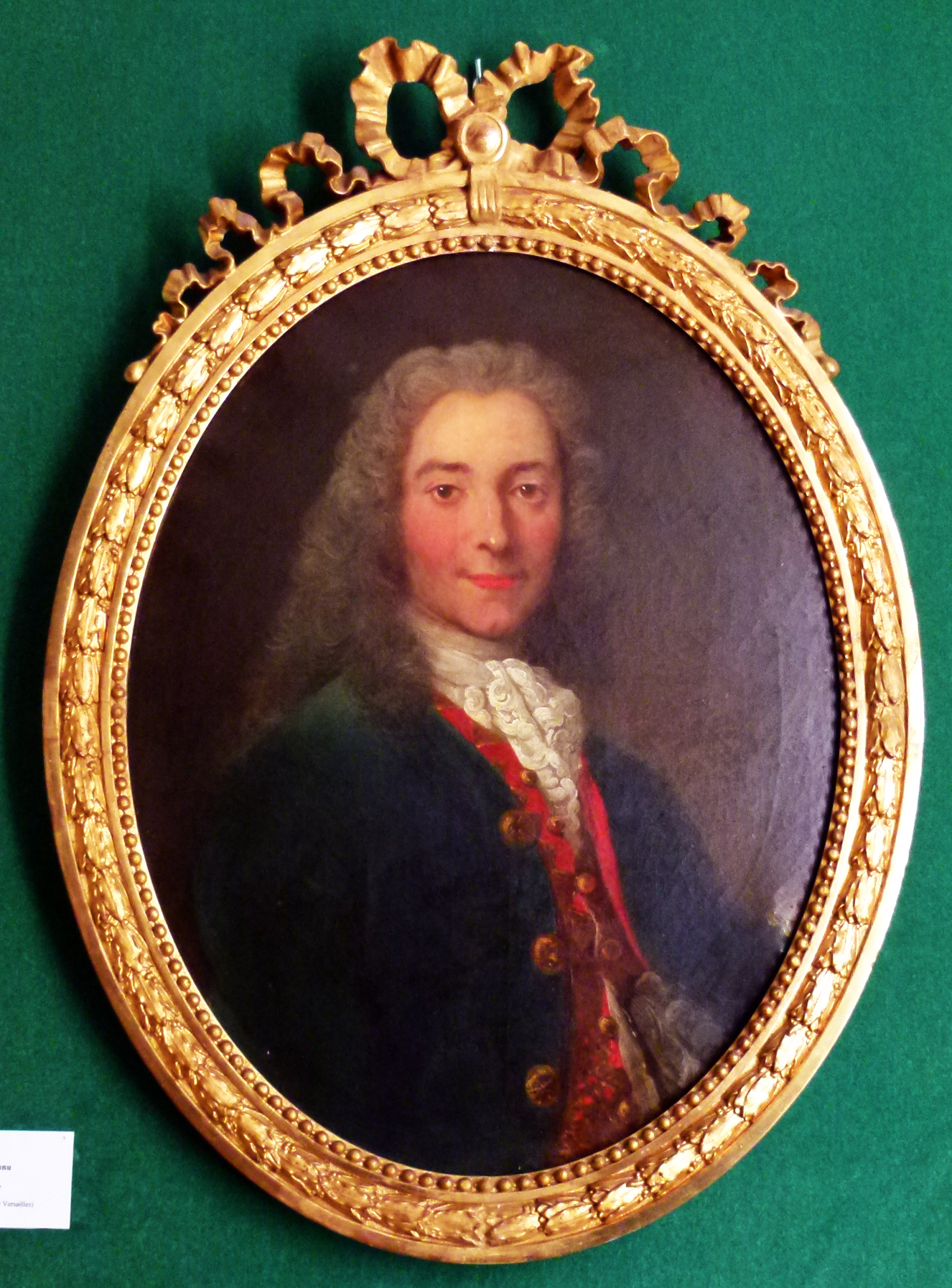
Voltaire (1718), Porträt von Nicolas de Largillière

Wieder in Paris, arbeitete Voltaire 1714 nochmals kurz bei einem Anwalt, war aber zunehmend literarisch tätig, was der Vater schließlich akzeptierte. Er verkehrte wie zuvor in literarischen und intellektuellen Zirkeln. Dort machte er sich erste Feinde, beispielsweise mit einem Pamphlet gegen die Académie française, die eine von ihm eingereichte Ode auf Ludwig XIII. nicht preisgekrönt hatte, oder mit einer Verssatire auf den arrivierten Autor und Literaturtheoretiker Antoine Houdar de la Motte, der für die Benutzung von Prosa statt Versen in erzählenden Werken und sogar Tragödien eintrat – eine Ansicht, die Voltaire 30 Jahre später als Erzähler und gelegentlich als Dramatiker durchaus teilte. Die Ode Le vrai Dieu von 1715 ist einer seiner ersten philosophischen Texte.
Zunehmend öffneten sich ihm auch adelige Häuser, wo er als vielseitiger Lyriker und vor allem als Autor witziger, häufig spöttischer Gedichte geschätzt wurde. Eine seiner vornehmsten Adressen war der kleine Hof eines außerehelichen, legitimierten Sohnes Ludwigs XIV., des Duc du Maine, und seiner an Literatur und Kunst interessierten Gemahlin Bénédicte. Maine war 1715 von seinem sterbenden Vater zusammen mit seinem Cousin Philipp von Orléans zum Regenten für den jungen Ludwig XV. bestimmt, jedoch von Philipp mit Hilfe des Parlement de Paris kaltgestellt worden.
Bei den Maines las Voltaire 1716 ein satirisches Gedicht vor, worin er auf das Gerücht anspielte, Philipp unterhalte ein inzestuöses Verhältnis mit seiner Tochter Marie Louise Élisabeth d’Orléans, Herzogin von Berry. Natürlich erfuhr Philipp davon und verbannte in seiner Eigenschaft als Regent Voltaire aus Paris. Erst nach einigen Monaten, die er größtenteils als Gast auf dem Schloss des jungen Duc de Sully verlebte, durfte er zurückkehren, nachdem er eine Bitt- und Huldigungs-Epistel an Philipp gerichtet hatte. Kaum in Paris, dichtete er jedoch eine neuerliche Satire. In Gegenwart eines Polizeispitzels machte er wieder höchst beleidigende Kommentare über die Herzogin von Berry. Diesmal war die Strafe härter: Im Mai 1717 wurde er in der Bastille inhaftiert.
Hier stellte er seine mit Sophokles und Corneille wetteifernde erste Tragödie Oedipe fertig. Vor allem begann er unter dem Titel La Ligue ein Epos über die schlimmste Phase der Hugenottenkriege und ihre Beendigung durch Heinrich IV., der die Katholische Liga besiegte und 1598 mit dem Edikt von Nantes den Protestanten Duldung zugestand. Das mit Vergils Äneis wetteifernde Werk war als eine Art nationales Epos gedacht und verschaffte Voltaire später tatsächlich den Ruf des größten französischen Epikers seiner Zeit.
Dank der Fürsprache einflussreicher Gönner wurde er nach elf Monaten aus der Haft entlassen, blieb aber zunächst noch aus Paris verbannt. Nachdem er im Oktober 1718, nach fast anderthalb Jahren, dorthin zurückkehrte, trat er ab dem 12. Juni 1718 unter dem neuen Namen „de Voltaire“ auf – wahrscheinlich ein Anagramm aus A R O V E T L [e] J [eine] (mit Vertauschung der damals handschriftlich identischen Buchstaben V/U und J/I sowie vorangesetztem adeligem „de“, welches in der Gesellschaft Respekt verschaffte, aber kein verliehenes Adelsprädikat, sondern einen Nom de plume darstellte). In einem Anfang 1719 geschriebenen Brief an Jean-Baptiste Rousseau begründete Voltaire den Namenswechsel. Er wollte nicht mit Pierre-Charles Roy verwechselt werden. Die damalige Aussprache der Nachnamen war bis auf das initiale A gleich. Voltaire pflegte die 1716 mit Roy aufgenommene Fehde leidenschaftlich bis zu seinem Lebensende. Der Name Voltaire erschien im Druck erstmals 1719 auf dem Titelblatt des Oedipe.
Die erfolgreiche Aufführung von Oedipe, einem Stück, das pikanterweise ein inzestuöses Verhältnis zum Thema hatte, machte ihn im Herbst 1718 schlagartig bekannt. Die persönlichen Spitzen gegen den Regenten und seine Tochter waren nun durch eine hochliterarische Sublimierung abgelöst. Der Regent selbst besuchte die Premiere in Begleitung seiner Tochter, der „fruchtbaren“ Berry; diese „zog in auffälliger Pracht mit einem Gefolge von dreißig Damen ein und ließ sich auf einem Sitz unter einem Thronhimmel nieder, wie man ihn noch nie in einem französischen Theater gesehen hatte. Ihre weit fortgeschrittene Schwangerschaft tat ein übriges, um sie zum Mittelpunkt der Neugierde zu machen.“ Demonstrativ sah sie anschließend das Stück noch mehrmals. Wieder verkehrte Voltaire in literarischen Salons und war auch gern gesehener Gast in den Landschlössern des Hochadels rund um Paris. Hierbei lernte er den im Exil lebenden Politiker Lord Bolingbroke kennen, der ihm England näherbrachte. In dieser Zeit entstanden die Tragödie Artémire (1720) und die Versepistel Épître à Uranie (1722), wo er erstmals explizit seine theistischen Ideen formuliert. Außerdem arbeitete er weiter an La Ligue.
Als sein Vater 1722 starb, erbte Voltaire einen Teil von dessen Vermögen. Da er im gleichen Jahr vom Regenten Philipp eine pension (jährliche Gratifikation) aus der königlichen Schatulle als Belohnung für den Oedipe zugesprochen bekam, war er jetzt finanziell gut gestellt. Ebenfalls 1722 unternahm er seine erste längere Reise – in die österreichischen Niederlande. Hier besuchte er in Brüssel den aus Frankreich verbannten Jean-Baptiste Rousseau, der sich jedoch mit ihm zerstritt. 1723 ging er mit der adeligen Madame de Bernières, der Gattin eines Vorsitzenden Richters (président) am Parlement, ein Verhältnis ein und demonstrierte damit seinen stark verbesserten sozialen Status.
Im selben Jahr machte er erstmals mit der Zensur Bekanntschaft, als ihm die Druckerlaubnis für La Ligue, ou Henri le Grand verweigert wurde, obwohl er darum ersucht hatte, das Werk dem König widmen zu dürfen. Er ließ es deshalb 1723 mit dem falschen Impressum „Genève“ anonym in Rouen erscheinen. 1724 fiel seine Tragödie Mariamne bei der Uraufführung durch. Sie erlebte jedoch nach einer Überarbeitung unter dem neuen Titel Hérode et Mariamne im folgenden Jahr 27 Aufführungen in Folge.
Im Mai 1725 erhielt Voltaire dank der einflussreichen Marquise de Prie, der Geliebten des Ersten Ministers, des Herzogs von Bourbon, den Auftrag, Theateraufführungen zur Hochzeit Ludwigs XV. zu organisieren. Dies verschaffte ihm Zutritt zum Hof in Versailles und brachte ihm eine zweite pension ein, nunmehr aus der Schatulle der jungen Königin. Als einer der gefragtesten Autoren Frankreichs und wohlhabende Person schien er bestens in das herrschende System integriert.

### Voltaire in England
1726 ließ ihn der Chevalier Guy-Auguste de Rohan-Chabot, Spross eines alten Adelsgeschlechts, von seinen Dienern verprügeln. Voltaire hatte auf die spöttische Frage Rohans, wie er zu seinem neuen Namen komme, schnippisch geantwortet: „Je commence mon nom, monsieur, vous finissez le vôtre“ (etwa: Ich bin der Erste meines Namens, mein Herr, Ihr seid der Letzte des Euren). Der über die Prügel empörte Voltaire nahm Fechtunterricht, um den Chevalier zum Duell zu fordern. Die Rohans erwirkten jedoch einen königlichen Haftbefehl gegen ihn, und wieder kam er in die Bastille. Da er inzwischen berühmt war, bot ihm der König die Freiheit an unter der Bedingung, dass er Frankreich verlasse.
Voltaire akzeptierte und ging nach England, wo die industrielle Revolution bevorstand. Er war fasziniert von der intellektuellen und wirtschaftlichen Aufbruchstimmung sowie von der relativ großen geistigen Freiheit und sozialen Mobilität in dieser multikonfessionellen Gesellschaft, in der die Religion Privatangelegenheit war und die Macht des Königs und die Privilegien des Adels eingeschränkt waren. Besonders beeindruckten ihn das parlamentarische System und der Schutz der Bürger vor staatlicher Willkür. Er ließ sich von Lord Bolingbroke, der 1723 nach England hatte zurückkehren können, in die besten Kreise Londons einführen und wurde dem frankophilen König Georg I., bis 1714 Kurfürst von Hannover, vorgestellt. Zudem durfte er der englischen Königin sein Epos über Heinrich IV. widmen, das er nach nochmaliger Überarbeitung 1728 in London drucken ließ. Hierbei änderte er den Titel zu La Henriade, vermutlich in Anlehnung an den des unvollendeten Epos La Franciade von Pierre de Ronsard.

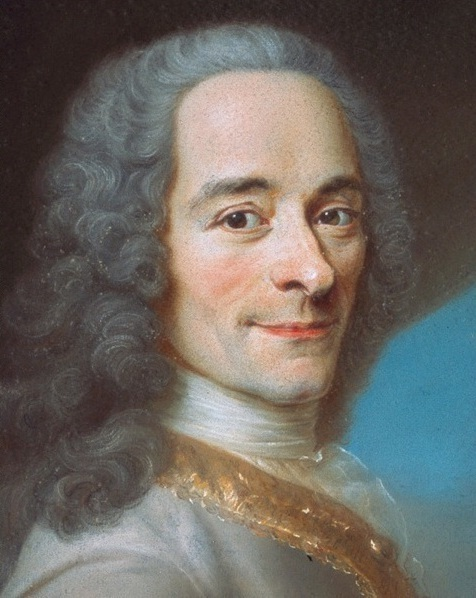
Voltaire, etwa 1736, nach Maurice Quentin de La Tour

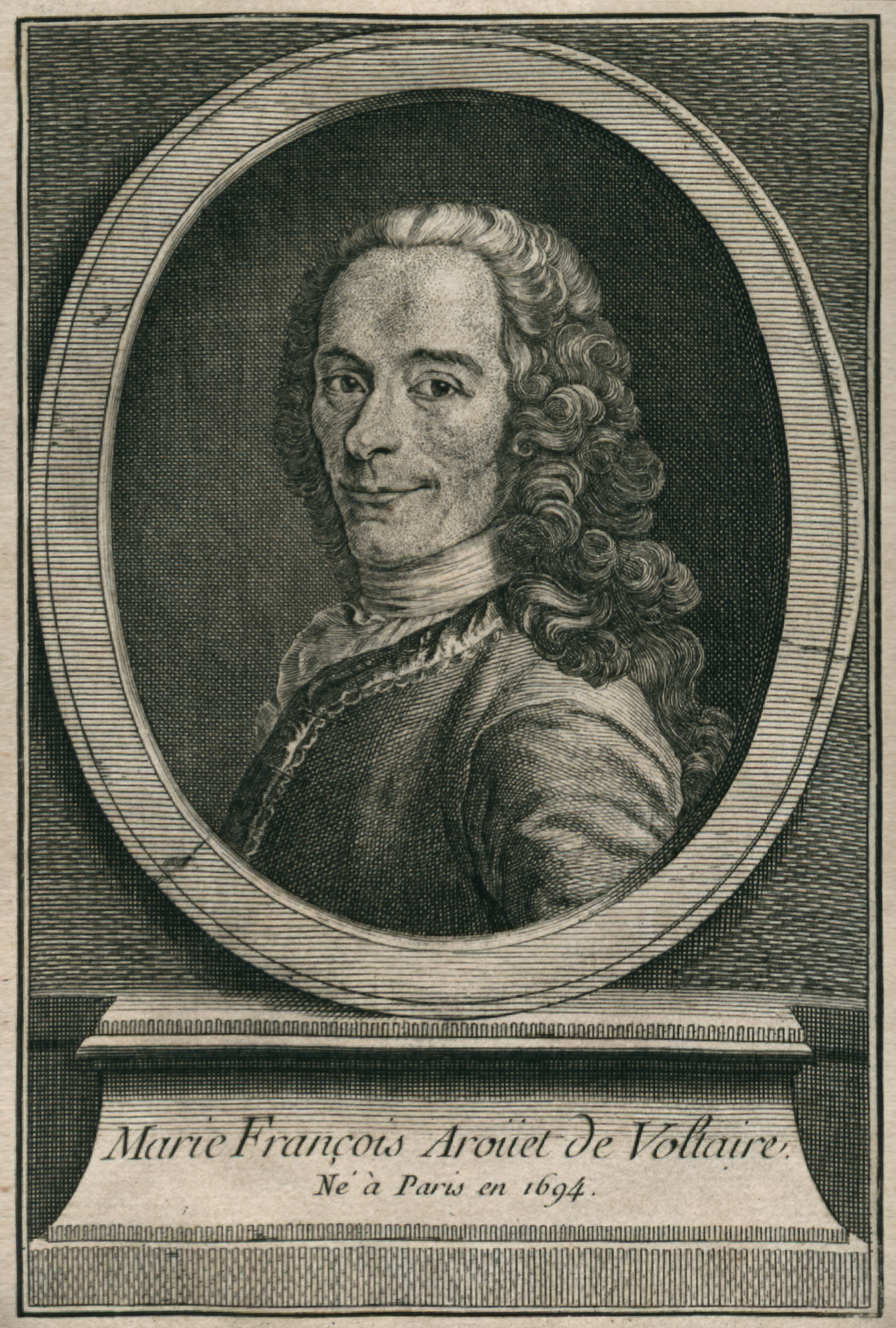
Elémens de la philosophie de Neuton, 1738

Für einen Franzosen damals durchaus nicht selbstverständlich, lernte Voltaire Englisch zu sprechen, zu lesen und auch zu schreiben. Er studierte unter anderem die Werke des Empiristen und Theoretikers des common sense John Locke und die Dramen William Shakespeares. Außerdem befasste er sich mit den revolutionären Theorien des Physikers und Astronomen Isaac Newton sowie mit anderen neuen naturwissenschaftlichen und technischen Erkenntnissen.
Ende 1728 kehrte er nach zweieinhalb Jahren nach Frankreich zurück, blieb aber zunächst in Dieppe. Unter den fertigen und angefangenen Werken, die er mitbrachte, waren unter anderem die „philosophischen Briefe“ (Lettres anglaises oder Lettres philosophiques), die als erste programmatische Schrift der Aufklärung gelten können; weiters sein erstes historiografisches Buch Histoire de Charles XII, roi de Suède (Karl XII. von Schweden), dessen erste Auflage 1730 sogleich größtenteils beschlagnahmt wurde, als es zum Verkauf nach Paris geschmuggelt werden sollte; sowie die Tragödien Brutus und Zaïre, die 1730 beziehungsweise 1732 erfolgreich aufgeführt wurden.
Da er spätestens in England erkannt hatte, wie wichtig finanzielle Unabhängigkeit für einen kritischen Literaten wie ihn war, begann er nach seiner Rückkehr geschickt sein Vermögen zu vermehren, so dass er bald sehr wohlhabend war. Gemeinsam mit Charles Marie de La Condaminebeschloss er 1729–1730 die Pariser Lotterie zu „knacken“: Hintergrund war eine Berechnung La Condamines, nach der man einen Reingewinn von etwa einer Million Livre erzielen würde, wenn man die Gesamtheit der Lose aufkaufte. Den beiden gelang der Coup – der zuständige Minister hatte sich verkalkuliert –, und sie gewannen jeweils 500.000 Livre bei dem Geschäft. Zeitweise beteiligte er sich mit großen Teilen seines Vermögens an Reedereien, die, wie damals im Dreieckshandel zwischen Frankreich, Westafrika und den Antillen üblich, auch Sklavenhandel betrieben.
Als 1730 die Schauspielerin Adrienne Lecouvreur starb und ihre Leiche auf den Schindanger geworfen wurde, empörte sich Voltaire mit der Ode sur la mort de Mademoiselle Lecouvreur (und viele Jahre später noch einmal in seinem Candide) darüber, dass einer stadtbekannten und bewunderten Person eine würdige Bestattung verwehrt wurde, weil sie den von vielen immer noch verachteten und vom Klerus angefeindeten Beruf einer Schauspielerin ausgeübt hatte. 1733 karikierte er mit dem satirischen Gedicht Le Temple du goût die Welt der Pariser Literaten und erregte deren Unmut.
1733 erschienen in London in einer eigenständigen englischen Fassung die Letters Concerning the English Nation und 1734 in Paris die französische Originalausgabe, die Lettres philosophiques. Hierin stellt er England seinen Landsleuten als Modell vor, was die Herrschenden in Frankreich erwartungsgemäß als Affront empfanden. Besonders verärgert waren die meist jansenistisch-frommen Hohen Richter des Parlement de Paris, die sich vor allem an einer den Briefen angehängten Diatribe gegen den anthropologischen Pessimismus des Jansenisten Blaise Pascal stießen. Sie verboten das Buch, was seiner Verbreitung nur förderlich war, und erließen Haftbefehl gegen den Autor.

### Die Jahre mit Émilie du Châtelet

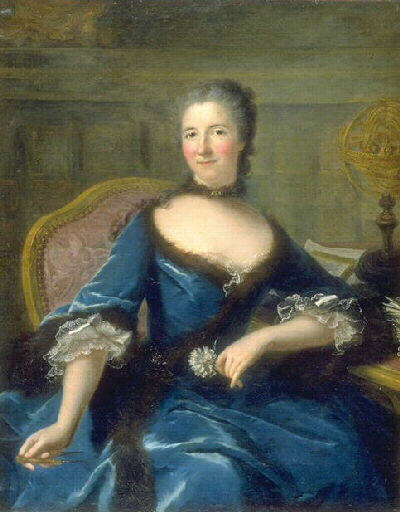
Émilie du Châtelet,
Porträt von Marianne Loir, Bordeaux,
Musée des Beaux-Arts

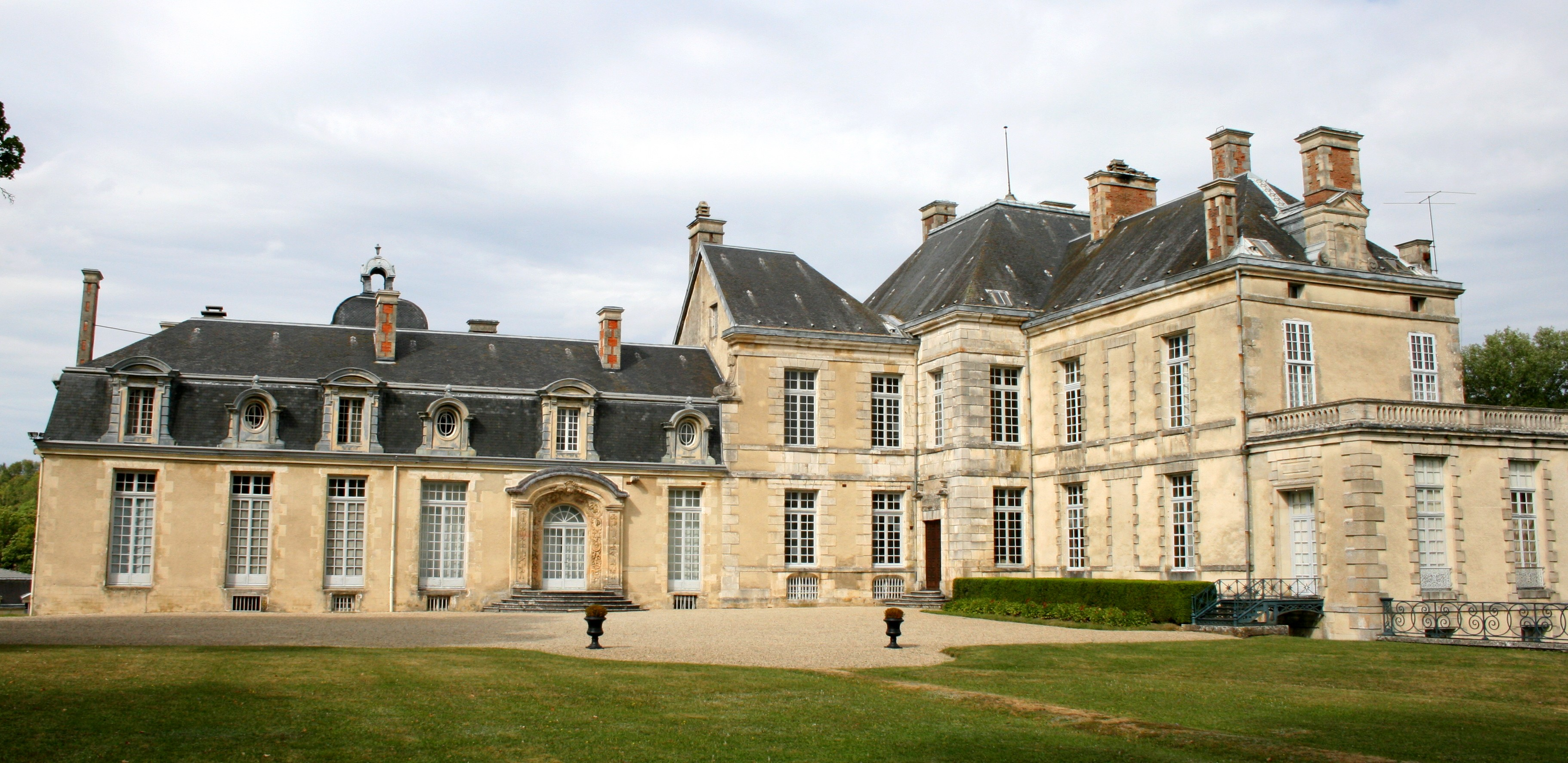
Schloss Cirey, links der von Voltaire angebaute Bibliotheksflügel

Voltaire zog sich daraufhin auf das kleine Schloss Cirey in der Champagne zurück, das dem Marquis Florent Claude du Chastellet (* 1695) gehörte, dem Ehemann seiner neuen Geliebten (seit Juni 1733) Émilie du Châtelet (die Schreibweise „Châtelet“ geht auf Voltaire zurück). Von dort aus konnte er notfalls ins nahe Lothringen flüchten, das damals zum Deutschen Reich gehörte.
In den nächsten zehn Jahren führte er ein unstetes Wanderleben mit dem Mittelpunkt in Schloss Cirey, das er auf seine Kosten und mit Émilie du Châtelet als engster Bezugsperson umbauen ließ. Er besuchte Paris, wenn es ihm möglich schien, z. B. zu dortigen Uraufführungen seiner Stücke; er blieb in Cirey (oder floh weiter fort), wenn er sich gefährdet fühlte. Daneben war er viel auf Reisen. So hielt er sich länger in Brüssel und mehrmals in Holland auf, das zur Druckerei Europas avanciert war. Hier publizierte er insbesondere seine kritischeren Werke, die dann illegal nach Frankreich eingeführt wurden.
Im Umgang mit Madame du Châtelet, einer aktiven Naturforscherin und Mathematikerin, entwickelte Voltaire ein vertieftes Interesse für die Naturwissenschaften. So reagierten sie 1734 beide auf eine Preisfrage der Académie des sciences zur Natur des Feuers und reichten jeweils eine Abhandlung ein, worin sie eine physikalische Erklärung versuchten. Angeregt durch die Beschäftigung Mme du Châtelets mit dem englischen Physiker und Astronomen Isaac Newton (dessen Philosophiae naturalis principia mathematica sie später übersetzte), verfasste Voltaire 1736/37 das sachbuchartige Werk Éléments [= Grundlagen] de la philosophie de Newton, worin er allgemeinverständlich dessen bahnbrechende, in Frankreich noch wenig bekannten Theorien vorstellte. Seine philosophischen Diskussionen mit Mme du Châtelet, einer Verehrerin von Leibniz, könnten 1735 den religionskritischen „metaphysischen Traktat“ (Traité de métaphysique) angeregt haben, den er auf ihr Drängen unveröffentlicht ließ (gedruckt erst postum 1784).
Seine Domäne blieb jedoch die Literatur. 1736 lobte er in der Versepistel Le Mondain provokativ Luxus und Komfort der Moderne und lud den Leser ein, sich mit ihm zu belustigen über bestimmte weltliche und mehr noch geistliche Verzichtprediger und ihr Lob der angeblich glücklichen alten Zeiten, die in Wahrheit nur Zeiten der Armut und der Unwissenheit gewesen seien. Dass Luxus und Komfort zu seiner eigenen Zeit nur wenigen zugänglich waren, kümmerte ihn sichtlich nicht. Des Weiteren schrieb er Stücke, überwiegend Tragödien, und inszenierte sie probeweise mit Freunden und Bekannten sowie, in Nebenrollen, sich selbst in dem kleinen Theater, das er in Cirey hatte einrichten lassen. Die wichtigsten Stücke dieser Zeit sind: Adélaïde du Guesclin (1734), La Mort de César (1735), Alzire (1736), Mérope (1736), Zulime (1740) und Mahomet (1740). Das Letztere wurde 1741 in Lille erfolgreich uraufgeführt, 1742 jedoch in Paris nach der dritten Aufführung abgesetzt. Der Königliche Zensor Crébillon und Teile des katholischen Klerus diagnostizierten eine religionskritische Tendenz, weil Mohammed als ein zynischer Machtmensch gezeigt wird, der den Glauben als Mittel zum Zweck der Herrschaft missbraucht, fanatisierte Jünger als politische Attentäter einsetzt und zur Last gewordene Ex-Jünger beseitigen lässt. Dennoch durfte Voltaire das Stück wenig später dem Papst Benedikt XIV. widmen, dessen Antwortschreiben er in die Dresdner Werkausgabe von 1748 aufnahm.
Neben der Literatur beschäftigte Voltaire sich in Cirey wieder mit historischen Studien und arbeitete an dem seit 1732 geplanten Siècle de Louis XIV. 1734 begann er das bewusst respektlose burleske Epos La Pucelle (Die Jungfrau [von Orléans]) über die mittelalterliche Kriegsheldin Jeanne d’Arc, das er lange nur in privaten Abschriften zirkulieren ließ.

### Versailles

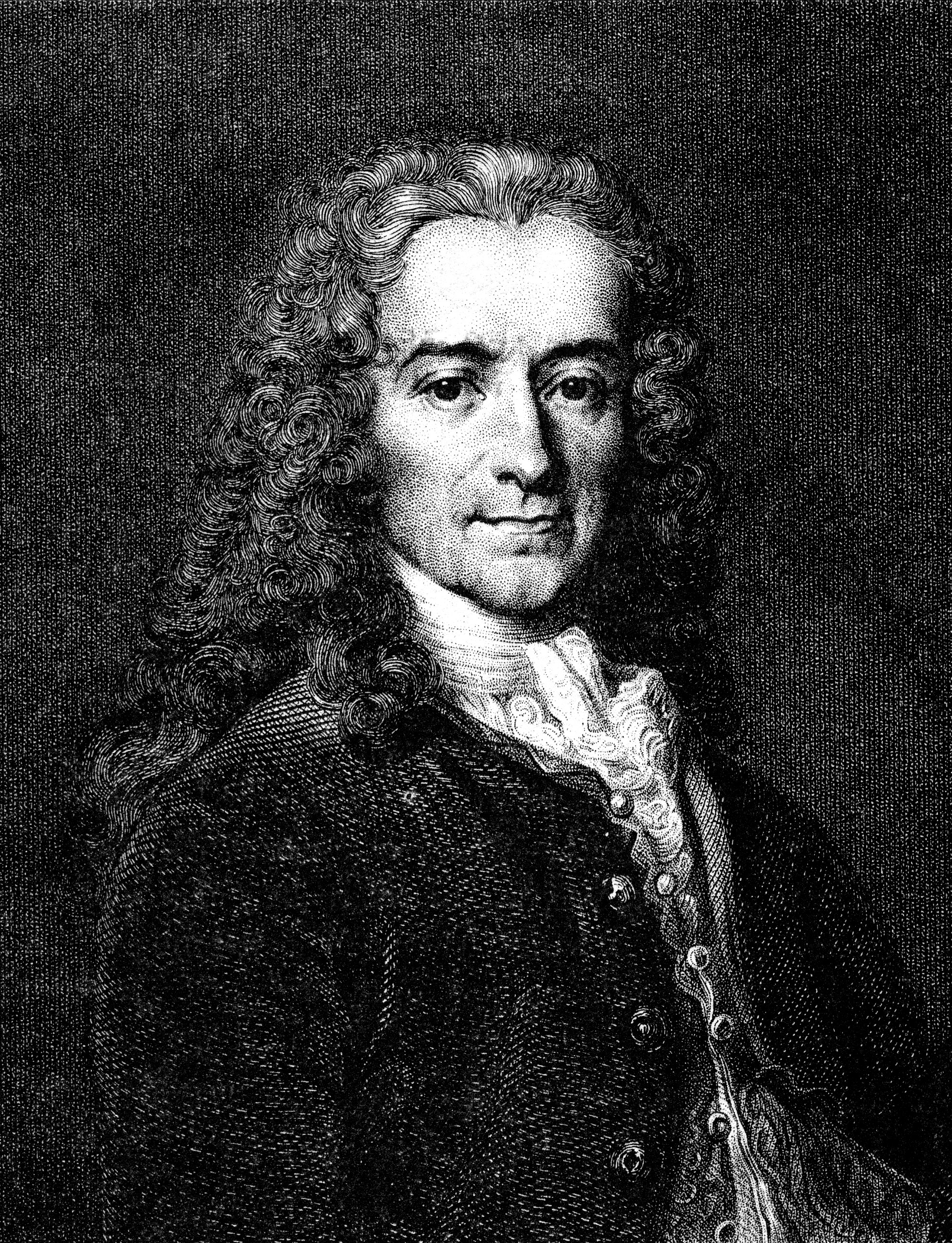
Voltaire, Stahlstich aus der Werkausgabe 1846 nach Moreau

Schon seit 1736 stand er in Briefkontakt mit dem knapp zwanzig Jahre jüngeren Kronprinzen Friedrich von Preußen und wurde von diesem umworben. Bald nach der Thronbesteigung Friedrichs traf er ihn am 11. September 1740 im Schloss Moyland im Kreis Kleve und folgte im November einer Einladung nach Berlin. 1742 besuchte er ihn in Aachen. Im Juni 1743 wurde er deshalb vom neuen französischen Kriegsminister, seinem Schulfreund Marc-Pierre d’Argenson, nach Potsdam entsandt mit dem Auftrag, er solle Friedrich, der 1742 seine Kriegsziele im Österreichischen Erbfolgekrieg (1740–1748) erreicht hatte und aus dem Bündnis gegen Habsburg ausgetreten war, an die Seite Frankreichs zurückholen.
Die Mission blieb zwar erfolglos, doch Voltaire galt nun als wichtiger Verbindungsmann zu Preußen. Obwohl er König Ludwig XV. unsympathisch war, bekam er wieder Zutritt zum Hof. Anlässlich der Hochzeit des Dauphins (Kronprinzen) 1745 inszenierte er zusammen mit dem Komponisten Rameau seine Ballettkomödie La Princesse de Navarre und etwas später sein Singspiel Le Temple de la gloire (Der Ruhmestempel), ebenfalls mit Musik von Rameau. Da ihn inzwischen auch die neue Mätresse Ludwigs, Madame de Pompadour, protegierte, die er schon seit Anfang der dreißiger Jahre näher kannte, wurde er am 1. April 1745 zum Landeschronisten (Historiographe de France) ernannt und erhielt am 1. Dezember 1745 das begehrte Amt eines Königlichen Kammerherrn zweiter Klasse (Gentilhomme ordinaire de la chambre du roi). Am 2. Mai 1746 wurde er, nicht zuletzt aufgrund des langandauernden Erfolges der Tragödie Mérope (Uraufführung 1743), einstimmig zum Mitglied der Académie française gewählt, was der König 1743 noch verhindert hatte. Nach der Aufnahme und Verlesung seiner Antrittsrede Des effets de la poésie sur le génie des langues am 9. Mai 1746 nahm Voltaire den 33. Sessel der Akademie ein. Seine Position am Hof blieb jedoch unsicher. Ein Vorfall am Spieltisch der Königin ließ ihn 1747 bei Ludwig, der ihn nach wie vor nicht mochte, in Ungnade fallen – Voltaire hatte Mme du Châtelet auf Englisch vor hochadeligen Falschspielern gewarnt.
Er zog sich weitgehend zurück auf das nahe Schloss Sceaux der verwitweten Duchesse du Maine, die er mit erzählenden Werken in Prosa unterhielt. Hierbei entstand z. B. Memnon, eine Vorstufe des späteren Kurzromans Zadig. Allerdings war sein Kontakt zum Hof noch eng genug, dass er 1748 hautnah mitbekam, wie die neue Tragödie Catilina seines von ihm wenig geschätzten Dramatikerkonkurrenten und königlichen Zensors Crébillon bei der Uraufführung (auf Kosten des Königs) demonstrativ gelobt und beklatscht wurde, um ihn zu kränken. Er rächte sich, indem er in den Folgejahren zu nicht weniger als fünf Tragödien Crébillons themengleiche eigene Versionen schrieb, um seine Überlegenheit zu demonstrieren. Dies hinderte ihn später (1762) aber nicht, beim Tod des einstigen Rivalen eine Lobrede zu verfassen (Éloge de M. de Crébillon).
1748/49 lebte Voltaire, zusammen mit Mme du Châtelet, meist im Schloss von Lunéville/Lothringen, der Residenz des polnischen Ex-Königs und Schwiegervaters von Ludwig XV. Stanislaus I. Leszczyński. Dort verliebte sie sich in den zehn Jahre jüngeren Offizier, Höfling und Dichter Jean-François de Saint-Lambert und wurde schwanger. Sie starb am 10. September 1749 im Kindbett; auch das Neugeborene, ein Mädchen, lebte nur 18 Monate. Voltaire war tief betroffen, obwohl er schon seit einiger Zeit ein intimes Verhältnis mit seiner Nichte Marie Louise Mignot (1712–1790), verwitwete Denis, unterhielt, mit der er auch bis zu seinem Tode 1778 in Ferney zusammenlebte.

### Am Hof Friedrichs II. von Preußen

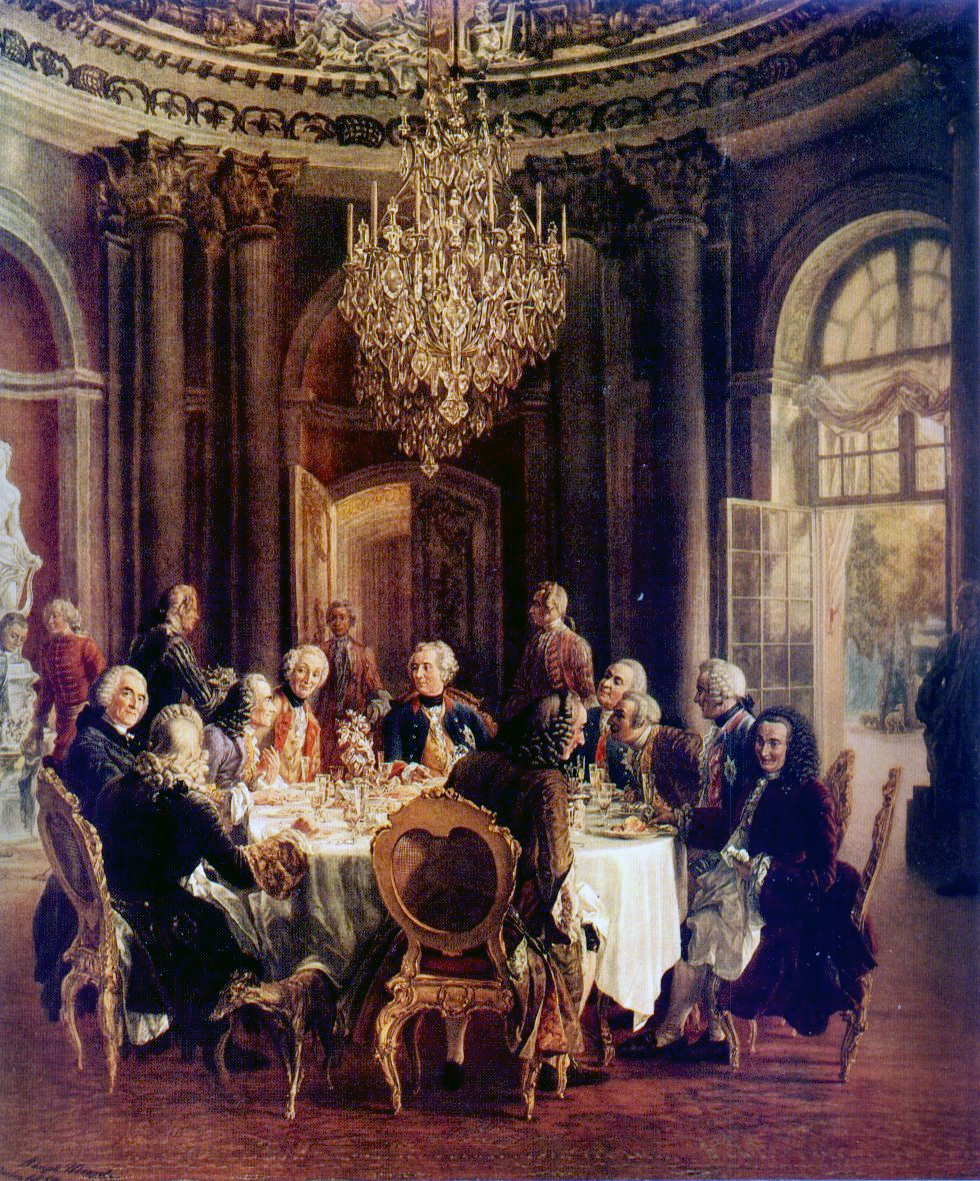
Die Tafelrunde Friedrichs II. in Sanssouci:
Beobachtet von Friedrich II. in der Mitte, führt Voltaire (zweiter Stuhl links des Königs) ein Gespräch mit dem gegenübersitzenden Algarotti. Ölgemälde von Adolph von Menzel, 1850 (1945 im Flakturm Friedrichshain verbrannt).

Nach dem Tod von Émilie du Châtelet folgte Voltaire nach einigem Zögern der Einladung Friedrichs des Großen. Dieser erbat sich von Ludwig XV. die Erlaubnis, den französischen Kammerherrn in seine Dienste übernehmen zu dürfen; Ludwig schrieb, es sei ihm recht, während er laut d’Argensons Memoiren zu seinen Höflingen gesagt haben soll, Voltaire sei ein Narr mehr am preußischen Hof und einer weniger an dem seinigen. Voltaire begab sich im Sommer 1750 nach Sanssouci bei Potsdam, wo schon andere französische Literaten und Gelehrte Hofämter innehatten. Der Gelehrte erhielt das mit 20.000 Livres (7.000 Talern) gut dotierte Amt eines Königlichen Kammerherrn und wurde behandelt wie ein hochrangiger Gast. Außerdem verlieh Friedrich II. ihm 1750 als einem der wenigen Zivilisten den an sich für kriegerische Leistungen gestifteten Orden Pour le Mérite. Nachdem er bei Friedrich in Ungnade gefallen war, wurde ihm der Orden jedoch am 16. März 1753 per Handschreiben des Königs wieder entzogen. Anfangs aber war Friedrich von der Bereicherung seines Hofstaats begeistert und schrieb an seine Schwester Wilhelmine: „In unserer kleinen Gesellschaft löscht das große Licht unseres Dichters das schwache Licht der Kerzen aus; er, und er allein, hat Geist, und wir haben das Vergnügen, ihm zuzuhören.“
Querelen
Das Verhältnis zu Friedrich litt aber schon Anfang 1751, als dieser erfuhr, dass sein neuer Kammerherr sich in Berlin (wo er einen zweiten Wohnsitz unterhielt) auf ein unerlaubtes Wertpapiergeschäft mit sächsischen Staatsschuldverschreibungen (sogenannten Steuerantizipationsscheinen) eingelassen hatte. Die Sache kam heraus, weil Voltaire sich mit seinem Mittelsmann, dem jüdischen Bankier Hirschel, zerstritten und, nachdem das Geschäft geplatzt war, einen Prozess gegen ihn angestrengt hatte, bei dem es unter anderem um den Wert einiger Juwelen ging, die als Sicherheit gedient hatten. Als er versuchte, die Sache mit den Steuerscheinen zu verschweigen, packte Hirschel aus, und Voltaire wurde verdächtigt, er habe einen der beiderseitigen Verträge durch eine nachträgliche Manipulation zu seinen Gunsten verändert. Er vermochte sich nur mühsam aus der Affäre zu ziehen. Voltaire legte sein erspartes Vermögen von 300.000 Livre bald danach in Landgütern in Horburg und Reichenweier im Elsass an, ein geschickter Schachzug, denn es handelte sich um Territorien des Herzogtums Württemberg, die aber von Frankreich besetzt waren. 
1751 brachte er in Berlin unter dem Namen des mit ihm befreundeten Joseph Du Fresne de Francheville sein Siècle de Louis XIV (Das Jahrhundert Ludwigs XIV.) heraus, eine Darstellung der französischen Geschichte des 17. Jahrhunderts. Darin wies er der Kulturgeschichte eine zentrale Rolle zu und setzte so der Geschichtsschreibung neue Maßstäbe. Seine kulturhistorische Ausrichtung wurde noch deutlicher im Abrégé de l’Histoire universelle (Abriss der Universalgeschichte), den er 1750/51 abschnittweise im Mercure de France publizierte. 1751 erschien in elf Bänden bei Lambert in Paris die einzige Gesamtausgabe seiner Werke, die zu seinen Lebzeiten mit Duldung der Zensur in Frankreich gedruckt werden konnte.
Zu einer tiefen Verstimmung Friedrichs führten schließlich die Querelen Voltaires mit anderen Höflingen. Vor allem hatte er es auf einen alten Bekannten von Mme du Châtelet abgesehen, den Präsidenten der Berliner Akademie, Pierre-Louis Moreau de Maupertuis, einen durchaus verdienten Mathematiker und Naturforscher, mit dem er einst gemeinsam für die Verbreitung der Theorien Newtons gekämpft und den er Friedrich selbst empfohlen hatte. Der Streit eskalierte, als Maupertuis seine Macht als Akademiepräsident dazu benutzte, die Mitglieder zu einer gemeinsamen Stellungnahme gegen den Mathematiker Johann Samuel König zu nötigen. Dieser hatte die Priorität am Prinzip der kleinsten Wirkung Maupertuis ab- und Leibniz zugesprochen und wurde bezichtigt, dessen Brief, der ihm als Beweismittel diente, gefälscht zu haben. Als Friedrich sich diesem Vorwurf öffentlich anschloss, widersprach Voltaire und verspottete Maupertuis in der satirischen Schrift La Diatribe du Docteur Akakia (1752). Als Maupertuis im selben Jahr die Lettres sur des sujets divers veröffentlichte, lösten einige darin enthaltene krude Ideen allgemeinen Spott aus, an dem sich auch Friedrich mit einem Pamphlet beteiligte.
Voltaire und Maupertuis wetteiferten in der Tafelrunde von Sanssouci jeden Nachmittag beim mehrstündigen Souper des Königs um dessen Gunst, was in eine scharfe Rivalität ausartete. Im September 1752 veröffentlichte Voltaire anonym die Réponse d'un académien de Berlin à un académien de Paris, in der er Maupertuis vorwarf, er tyrannisiere und entehre die Akademie; ferner behauptete er, mehrere Mitglieder würden diese bereits verlassen haben, wenn sie nicht befürchteten, dem König zu missfallen, der die Akademie protegiere. Friedrich griff nun selbst zur Feder und nahm seinen Akademiepräsidenten in Schutz. Er nahm Voltaire das Versprechen ab, den Akakia nicht nochmals drucken zu lassen und auch sonst nichts mehr gegen Maupertuis zu schreiben. 1752 ließ Voltaire heimlich eine zweite Auflage des Akakia in Leipzig drucken, die Friedrich im Dezember 1752 in einem Autodafé vom Berliner Henker öffentlich verbrennen ließ. Voltaire schickte ihm im Januar 1753 den Kammerherrenschlüssel und seine Orden zurück und reiste Ende März nach Sachsen ab, vorgeblich zu einer Kur und mit dem Versprechen zurückzukommen, was er aber nicht tat. In Leipzig veröffentlichte er zwei weitere Broschüren gegen Maupertuis und einen Brief Maupertuis', den er durch eine „kleine Korrektur“ zum Drohbrief entstellt hatte. Im April schrieb ihm der König einen verärgerten Brief. Voltaire hielt sich ab Mitte April für einen guten Monat am Hof der Herzogin Luise Dorothea von Sachsen-Gotha-Altenburg auf. Maupertuis nahm im Sommer 1753 seinen Abschied als Akademiepräsident und reiste nach Paris, Nachfolger wurde der Marquis d’Argens. Friedrich schrieb an Maupertuis: „Ich nehme an, daß Sie jetzt recht glücklich sind, fern von dem Gezänk und den Akakias... Was für einen Wirbel ein Narr in einer Gesellschaft verursachen kann! Ich vermisse ungern den Geist des meinigen; aber sein Charakter tröstet mich über seinen Verlust.“ Maupertuis kehrte im Herbst nach Berlin zurück.
Schon einige Zeit vor seiner Abreise hatte Voltaire von Julien Offray de La Mettrie vernommen, dass der König über ihn gesagt habe: „J’aurai besoin de lui encore un an, tout au plus; on presse l’orange et on en jette l’écorce.“ (Ich brauche ihn noch höchstens ein Jahr; man presst die Orange aus und wirft die Schale weg). Dieses Zitat trug zu seinem Entschluss, Friedrichs Hof zu verlassen, nicht unwesentlich bei.
Die Affäre von Frankfurt

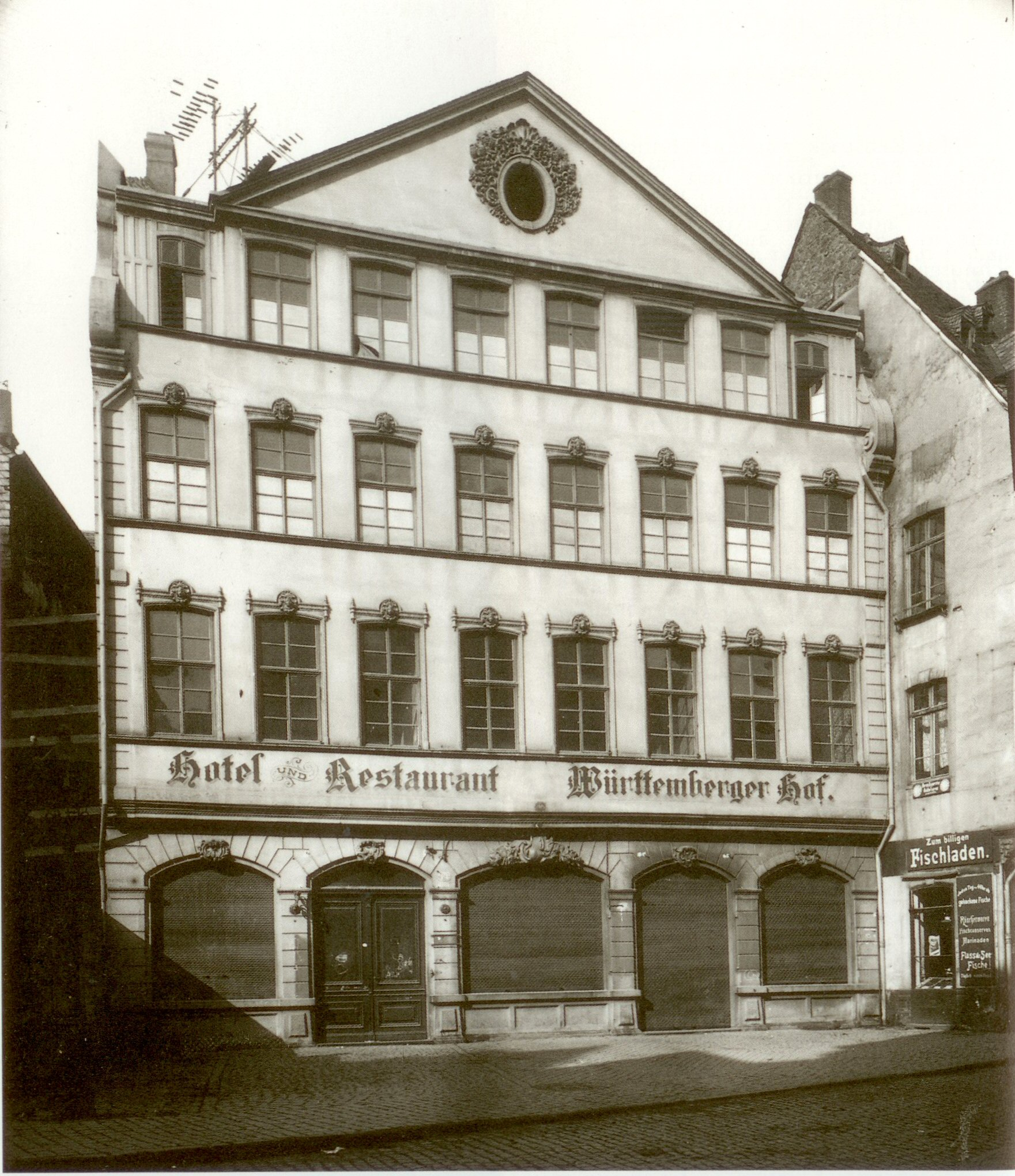
Der Goldene Löwe um 1900

Von Schloss Friedenstein in Gotha reiste er über den landgräflichen Hof zu Kassel in die Freie Reichsstadt Frankfurt, wo er in Begleitung seines Sekretärs Cosimo Alessandro Collini Station machte und mit seiner Nichte Marie-Louise Denis zusammentraf. Dort wurde er am 31. Mai 1753 auf Betreiben Friedrichs bzw. des dortigen preußischen Repräsentanten, Kriegsrat Franz Baron von Freytag, einer Gepäckkontrolle unterzogen und in seinem Hotel, dem Goldenen Löwen, unter Hausarrest gestellt und acht Stunden lang verhört. Friedrich hatte Voltaire noch vor dessen Abreise zur Rückgabe seines Privatdrucks Oeuvres du philosophe de Sanssouci aufgefordert, eines Gedichtbands, den er seinen Vertrauten auszuleihen pflegte, aber von jedem, der den Hof verließ, zurückforderte, denn er enthielt Ausfälle gegen europäische Monarchen und die Kirche, und Friedrich hatte guten Grund, eine Indiskretion Voltaires zu fürchten. Der Band befand sich aber noch in einem Gepäckballen in Leipzig und man wartete notgedrungen auf dessen Ankunft. In der Zwischenzeit beschlagnahmte der Kaufmann und preußische Hofrat Johann Friedrich Schmidt Voltaires übriges Reisegepäck und Geld. Am 16. Juni ordnete Friedrich die Freilassung Voltaires gegen das Versprechen einer nachträglichen Aushändigung des Buches an; das Gepäck traf am 17. Juni ein, die Ordre aus Berlin am 21. Da aber Voltaire am 20. einen Fluchtversuch unternommen hatte und am Bockenheimer Tor verhaftet worden war, glaubte Freytag sich über die Ordre hinwegsetzen zu können. Er hielt Voltaire im Gasthaus Zum Bockshorn fest und ließ ihn von zwölf Wachsoldaten bewachen, deren Kosten der Gefangene selbst tragen musste. Vier Wachen postierten sich in seinem Zimmer, vier weitere in der Dachkammer seiner Nichte. Der Freytag unterstellte Legationssekretär Dorn leerte im Zimmer der Madame Denis „Flasche um Flasche“. Voltaire wandte sich mit Hilfegesuchen und Klageschriften an Potentaten wie den Kaiser und den britischen König. Nach 12 Tagen wurden die Wachen zurückgezogen und Voltaire zog wieder in den Goldenen Löwen. Die Querelen zogen sich bis zum 7. Juli hin, dann konnte Voltaire Frankfurt verlassen.
Der Rat der Freien Reichsstadt hatte aus Furcht vor dem preußischen König dessen Gesandte gewähren lassen. Voltaire behauptete später, man habe sein Gepäck und Bargeld um die Hälfte erleichtert; tatsächlich behielt Schmidt die Reisegelder Voltaires und Collinis als Pfand für die Kosten der Gefangenschaft zurück. Als man Voltaire bei seiner Freilassung nur geringe Gelder zurückgab, zog dieser seine Reisepistole und legte auf den Legationsrat Dorn an. Dieser erhob Klage gegen ihn und Voltaire hat sein Geld nie wieder gesehen. Zudem tauchte der Den Haager Verleger van Duren in Frankfurt auf und erhob eine Forderung von 20 Dukaten gegen König Friedrich, für die Voltaire zu bürgen habe; als Antwort erhielt er von Collini eine Ohrfeige. Doch er klagte und bekam Recht, Voltaire musste auch diese Summe bezahlen. Voltaires Behauptung, der Bürgermeister Johann Karl von Fichard habe davon 26 Dukaten in seine eigene Tasche gesteckt, dürfte eine Erfindung des Zorns sein. Er sann danach lebenslang, jedoch vergeblich auf Rache gegen Freytag und Schmidt und empfand die Frankfurter Gefangenschaft als tiefste Schmach seines Lebens.
Im folgenden Jahr, am 16. März 1754 schrieb ihm der König: „Ich mißbilligte, daß Sie nicht aufhörten, gegen Maupertuis zu schreiben, obwohl Sie mir Ihr Wort gegeben hatten, und daß Sie auch noch meine Akademie so lächerlich machen wollten wie den Präsidenten.“ Voltaire spielte seinerseits seine „durch den Schmutz gezogene“ Nichte als Opfer von Friedrichs „vandalischer Barbarei“ aus. Während Friedrich in mehreren Schreiben im Juni, Juli und August 1753 an die Stadt Frankfurt das Vorgehen seiner Gesandten unterstützte, schrieb er 1758, Freytag habe seine Befehle, den Gedichtband zurückzuholen, überschritten.
1757 vermittelte Friedrichs Schwester Wilhelmine auf Initiative Voltaires eine Wiederaufnahme des Briefwechsels zwischen diesem und dem König, der sich anfangs spröde zeigte und über einen Sekretär antworten ließ. Doch schien der Kontakt Voltaire, der in Versailles nach wie vor ignoriert wurde, unerlässlich für sein Prestige in Frankreich. Allmählich wechselten sie dann wieder höfliche Briefe. Doch noch am 19. August 1759 schrieb der Philosoph an d’Argental: „Weder werde ich ihm je vergessen, wie infam er gegen meine Nichte vorgegangen ist, noch daß er die Stirn besitzt, mir jeden Monat zweimal Schmeicheleien zu schreiben, ohne je sein Unrecht vergolten zu haben. Ich wünsche sehnlichst seine tiefe Erniedrigung; ich weiß nicht, ob ich nicht seine ewige Verdammnis wünsche.“ Eine Erniedrigung hatte Friedrich allerdings bereits 1757 erfahren, in seiner verzweifelten Lage vor der Schlacht bei Roßbach, die ihn mit Selbstmordgedanken spielen ließ, wie er es Voltaire auch mitteilte und dessen väterliche Ratschläge er als Dichterworte abtat; weitere folgten bei Kolin 1757, Hochkirch 1758 und Kunersdorf 1759.

### Neuerliche Wanderjahre
Nach Aufenthalten an einigen kleineren deutschen Höfen (Mainz, Schwetzingen, Mannheim) wartete Voltaire in den elsässischen Städten Straßburg und Colmar vergeblich auf die Erlaubnis, nach Paris zurückzukehren und wieder in seine Versailler Hofämter einzutreten. In direkter Folge des Arrests in Frankfurt zusammen mit seiner Nichte schrieb diese ihm, sie sei schwanger. Voltaire antwortete ihr darauf, er wünsche sich, ihr einziger Liebhaber zu sein, und bereue, jemals andere Geliebte gehabt zu haben. Ob die Vaterschaft wirklich dem alternden Voltaire zuzuschreiben ist, erscheint aber angesichts der Frankfurter Ereignisse ungewiss.

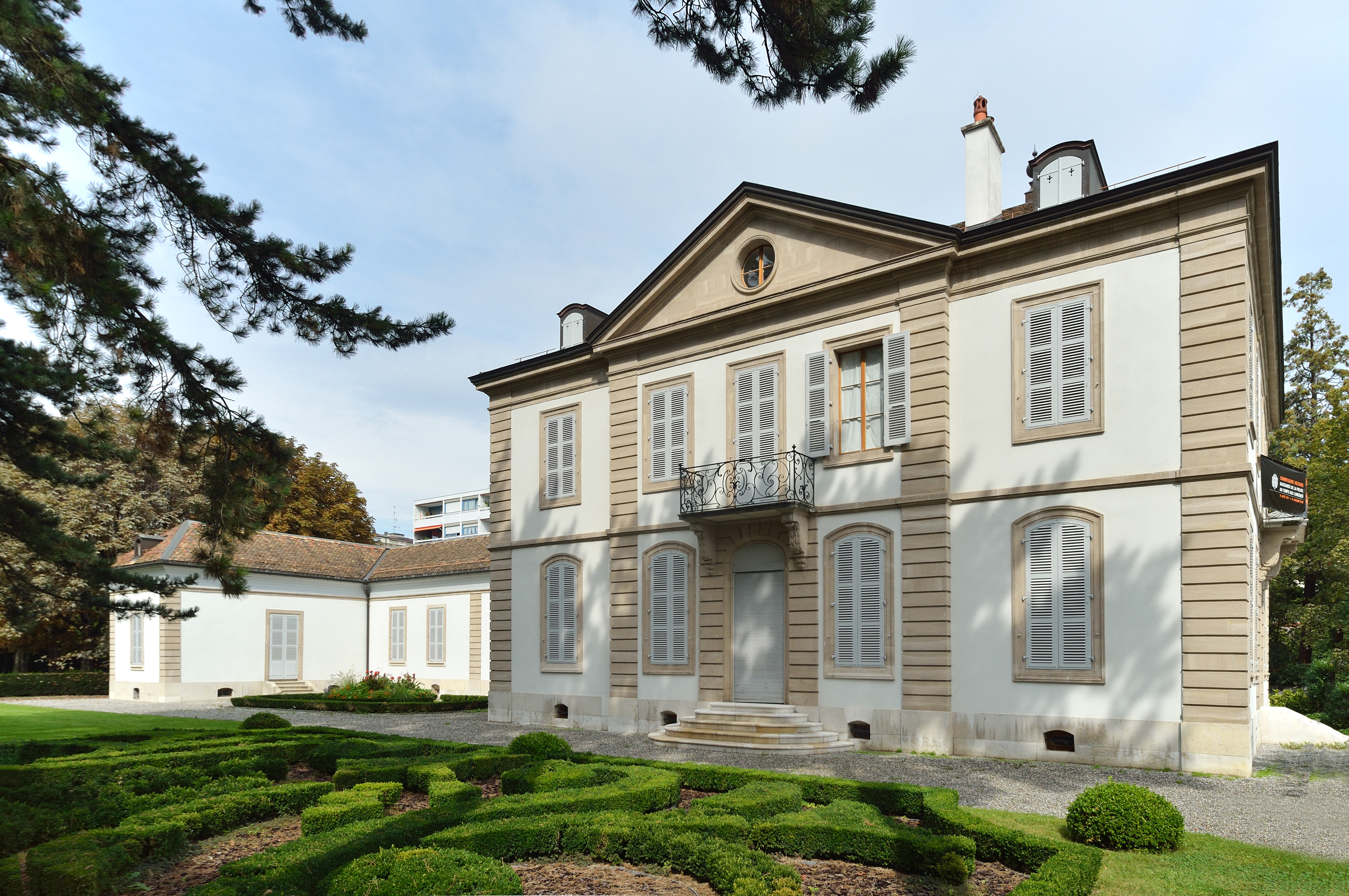
Les Délices in Genf, heute Musée Voltaire

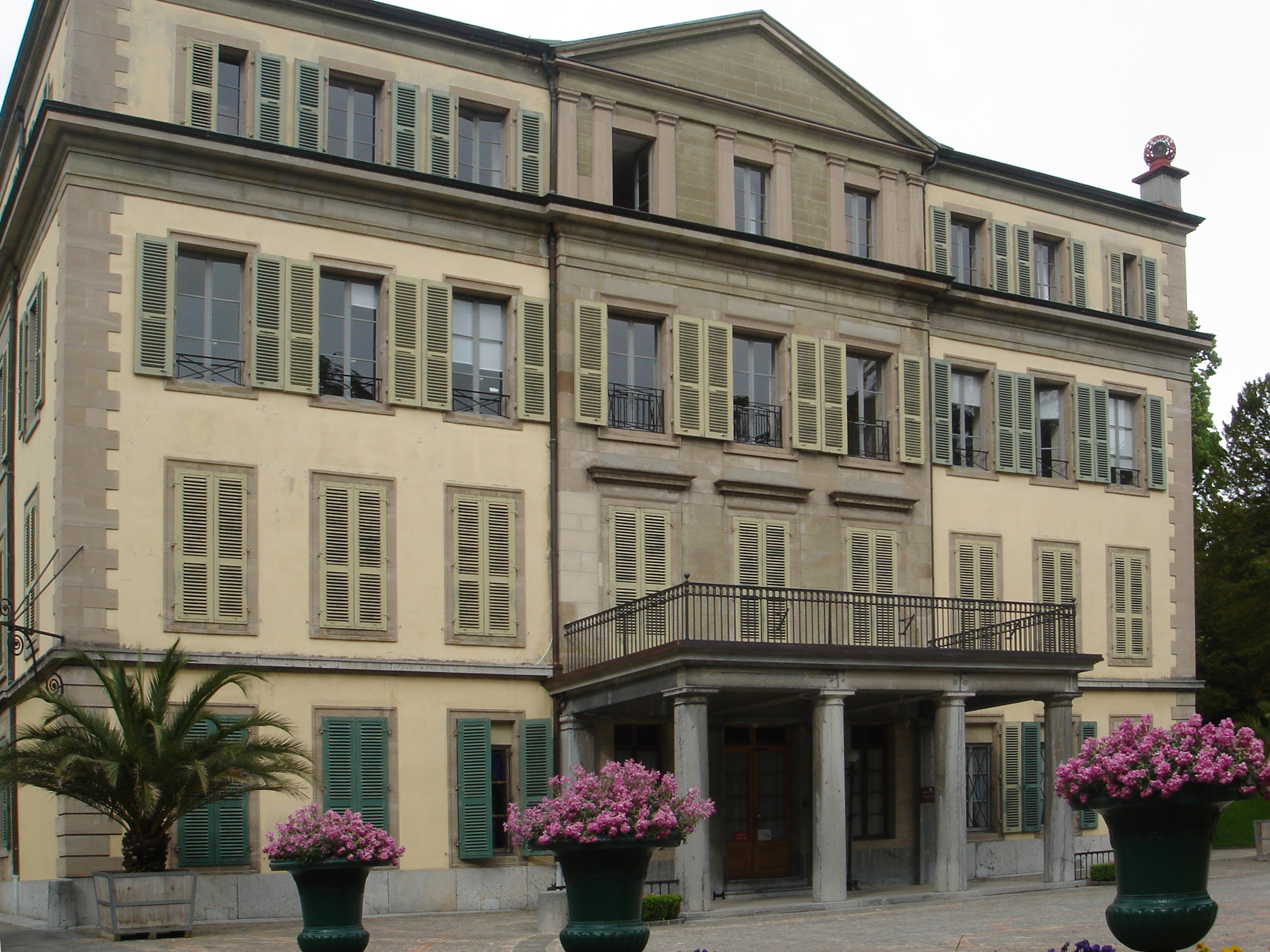
Wohnhaus von Voltaire in Lausanne
Ende der 1750er-Jahre

Im Oktober 1753 schrieb seine Nichte ihm dann, sie habe eine Fehlgeburt gehabt. Nach diesem Erlebnis machte Voltaire, der vorher nie einen Kinderwunsch gehabt zu haben schien, in Bezug auf Kinder und Familie einen deutlich gewandelten Eindruck. So nahm er nach dem Tod eines ehemaligen Kammermädchens seiner Nichte 1757 einen der dadurch zurückgebliebenen Waisensöhne, den zehnjährigen Mathieu, in seinem Anwesen Les Délices am Rand der Stadtrepublik Genf auf, das der 1755 gekauft hatte. Auch in Lausanne erwarb er ein Haus, mit weitem Blick über den Genfersee auf die Alpenkette, das zu seinem bevorzugten Wohnsitz wurde. Doch während in Paris sein neues Stück L’Orphelin de la Chine (Das Waisenkind aus China) mit Erfolg aufgeführt wurde, bekam er in Genf ersten Ärger mit dem theaterfeindlichen calvinistischen Kirchenrat, weil er, wie einst in Cirey, private Aufführungen in seinem Haus organisierte.
Wie viele Autoren der Aufklärung war auch Voltaire 1755 erschüttert über das zerstörerische Erdbeben von Lissabon. Er reagierte mit dem Langgedicht Poème sur le désastre de Lisbonne (1756). Hierin stellt er den Optimismus des englischen Schriftstellers und Fortschrittsverneiners Alexander Pope (1688–1744) und vieler seiner naturreligiösen Zeitgenossen in Frage, wonach alles, was ist, gut und recht ist („Whatever is, is right“). Im selben Jahr veröffentlichte er seinen Essai sur l’histoire générale et sur les mœurs et l’esprit des nations (Essay über die allgemeine Geschichte und die Sitten und den Geist der Nationen), eine Universalgeschichte der Menschheit, die er insgesamt auf dem Weg des Fortschritts sieht, auch wenn er selbst seinen einstigen Optimismus weitgehend eingebüßt hatte und weiter einbüßte angesichts der Gräuel des beginnenden Siebenjährigen Krieges (1756–1763), in dem er sich mehrfach dem Hof von Versailles als Vermittler anbot.
Ebenfalls 1756 begann er seine Mitarbeit an dem 1746 von Diderot und d’Alembert initiierten Groß-Lexikon, der Encyclopédie, was ihm 1757 neuen Ärger in Genf eintrug wegen des kritischen Encyclopédie-Artikels „Genève“, dessen Verfasser d’Alembert er mit Informationen versorgt hatte. Ende der 1750er Jahre beteiligte er sich mit Pamphleten, unter anderen gegen den Feuilletonisten Fréron, an der Abwehrschlacht der Autoren und Sympathisanten der Encyclopédie gegen deren Gegner, die aber 1758 ein zweites Verbot erwirkten und 1759 die Indizierung durch den Papst.
1757 kehrte Voltaire Genf den Rücken und ging einmal mehr auf Reisen. 1758 schrieb er (zum Teil im Schloss Schwetzingen) den heute als sein bestes Werk geltenden philosophischen Kurzroman Candide, Ou l’optimisme. In einer turbulenten Handlung, die den zeitgenössischen Liebes- und Abenteuerroman mit seinen oft unwahrscheinlichen Wendungen parodiert, führt Voltaire sarkastisch-ironisch den ihm als unhaltbar erscheinenden Optimismus à la Leibniz („Unsere Welt ist die beste aller möglichen Welten“) und Wolff ad absurdum und empfiehlt am Ende, keine metaphysischen Luftschlösser zu bauen, sondern „unseren Garten zu bestellen“. Nebenher nimmt er die Naturverklärung Jean-Jacques Rousseaus und seiner Jünger aufs Korn, indem er im Lissabon-Kapitel (Kap. V) die zerstörerische Wirkung des Erdbebens von 1755 zeigt. Auch zahlreiche seiner deutschen Begegnungen und Erfahrungen flossen in Candide ein.

### Sesshaftigkeit und erfüllte letzte Jahre

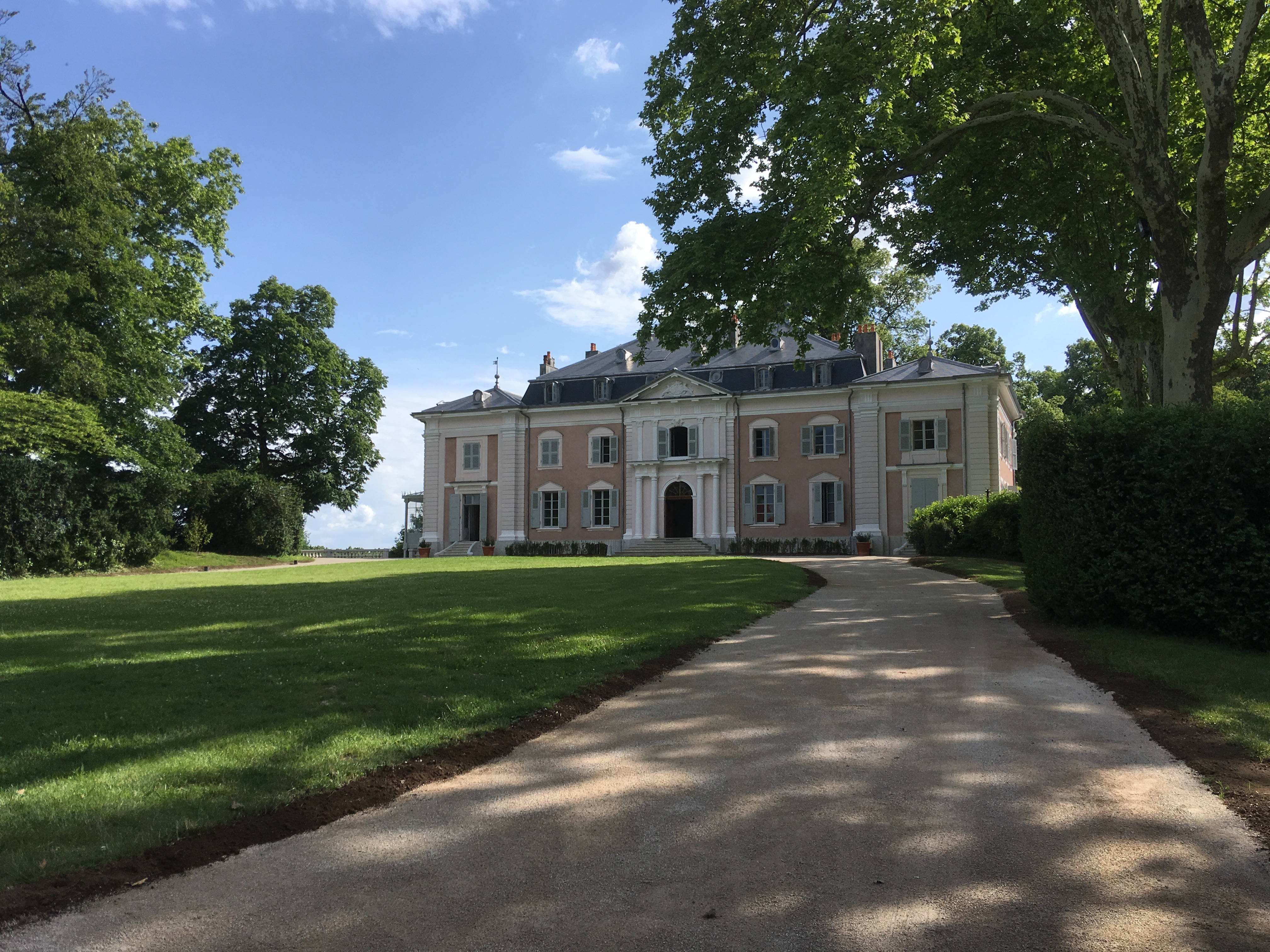
Schloss von Voltaire in Ferney-Voltaire

Mit 64 Jahren befolgte Voltaire das Schlusswort von Candide, wonach man „seinen Garten bestellen“ soll, und kaufte im französischen Grenzgebiet nahe Genf die Landgüter Ferney und Tourney (1758 und 1759).
Diese bewirtschaftete er bis zu seinem Tod innovativ und effizient sowie zum Vorteil seiner Pächter und Landarbeiter, für die er im Winter einträgliche Heimarbeit organisierte. Auf seinem Anwesen waren – durch ihn gefördert – zahllose Kleingewerbe tätig, so etwa » Gerbereien, Ziegeleien, Töpfereien, Seidenstrümpfe, Spitzen und Keramikwerkstätten«. Von größerer Bedeutung war ab 1770 die Ansiedlung einer Gruppe von Genfer Uhrmachern, die wegen der strengen Zunftregeln und der Verweigerung von Bürgerrechten in ihrem Beruf keine Entwicklungsmöglichkeiten hatten. Voltaire stellte ihnen zunächst eine Scheune zur Verfügung und ließ später Wohnungen für sie bauen. Er finanzierte das Gold vor, das sie brauchten, interessierte die Zarin Katharina II von Russland für die Produktion und öffnete weitere Vertriebswege. 1773 wurden 4000 Uhren pro Jahr produziert. Nach seinem Tod erlosch die Initiative und die Uhrmacher kehrten wieder nach Genf zurück.
Auch setzte er sich für die Abschaffung der Leibeigenschaft ein. Zusammen mit seiner Nichte Madame Denis, seinem treuen Sekretär Wagnière und einigen anderen Vertrauten verbrachte er in Ferney seinen letzten Lebensabschnitt, der den Zenit seiner Karriere bedeuten sollte. Der Genfer Jurist und Stadtrat Jean Huber hat die Jahre in Ferney als Porträtist begleitet. Wie eh und je schrieb er weiterhin unablässig, und zwar Dutzende von Werken.
1759 verfasste er seine Memoires pour servir à la vie de M. de Voltaire, écrits par lui-même (deutsch: Voltaire über den König von Preußen, Memoiren). Die Memoires wurden zu Lebzeiten absichtlich nicht veröffentlicht, sondern im Original verbrannt, so dass nur zwei durch Voltaires Sekretär gefertigte Abschriften kursierten. In den Memoires lässt Voltaire seine langjährige Beziehung zum preußischen König spöttisch Revue passieren und nimmt mit Spitzen, Bosheiten und Perfidien Revanche für die Potsdamer Querelen und die schmachvolle Internierung in Frankfurt. Die Memoires enthalten auch reichlich Spott über die Homosexualität des Königs und vieler seiner Höflinge, samt allerlei schlüpfrigen Details. Goethe, der diese Memoiren nicht ohne Vergnügen las, nannte sie „das Muster aller Schandschriften“. Das hinderte Voltaire nicht, sich weiterhin als Vermittler anzubieten, doch blieb Madame de Pompadour, die Voltaire seit jeher gewogen war, Friedrich gegenüber unversöhnlich, der sie stets öffentlich Cotillon II (Unterrock Nr. 2) nannte und noch im Mai 1759 eine Schmäh-Ode über sie an Voltaire schickte, die dieser in seinen Memoiren sogleich zitierte. Erst nachdem Friedrich 1770 einen unerwartet hohen Betrag von 200 Louisdor für Voltaires Standbild von Pigalle gezeichnet und sich eine Kopie hatte anfertigen lassen, die er im Vestibül von Sanssouci aufstellte, spürte der Dichter – neben seiner Schmähschrift – endlich ausreichend Genugtuung; 1776 ersetzte er seine Memoiren durch den würdigeren und vergleichsweise langweiligen Commentaire historique.

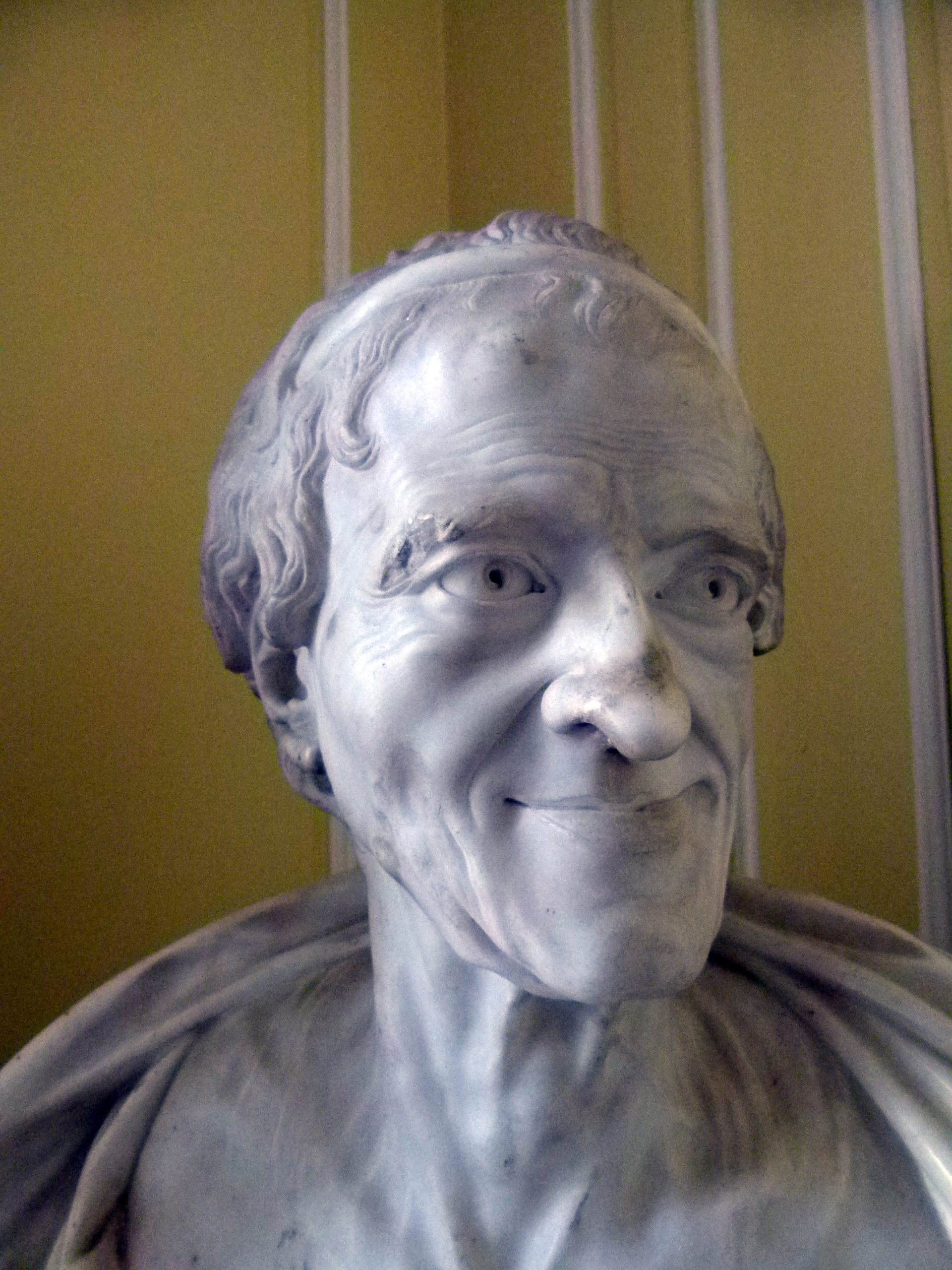
Büste des alternden Voltaire von François-Marie Poncet, 1776

Er beteiligte sich 1760 mit dem gegen seine Gewohnheit in Prosa abgefassten Stück Le Café ou l'Écossaise an der Durchsetzung der neuen Gattung „drame (bourgeois)“ (bürgerliches Trauerspiel), die kurz zuvor von Diderot lanciert worden war. Daneben verfasste er nach dem Erfolg des Candide weitere Erzählungen, unter anderen den meisterhaften empfindsam-philosophischen Kurzroman L’Ingénu (Das Naturkind; eigentlich Der Unbedarfte, 1767). Aber auch die Geschichtsschreibung blieb auf seinem Programm, mit z. B. der Histoire de l’Empire de Russie sous Pierre le Grand (1763). Ein anderer Schwerpunkt seines Schaffens waren philosophische Werke im engeren Sinne, darunter zahlreiche „philosophische Dialoge“ (Dialogues philosophiques) oder, als Reaktion auf eine religiös motivierte Justizmord-Affäre, der Traité sur la tolérance (1763) oder das seine Bibel- und Religionskritik auf den Punkt bringende „tragbare philosophische Lexikon“ (Dictionnaire philosophique portatif, 1764). Es deckte zahlreiche Widersprüche innerhalb der Bibel sowie auch Schwachstellen der katholischen Theologie auf und versorgte die Sympathisanten der Aufklärung mit bibel- und religionskritischen Argumenten. Noch im 19. Jahrhundert wurde es von der laizistischen und antiklerikalen französischen Bourgeoisie benutzt beim Kampf um die Trennung von Kirche und Staat. Es trug andererseits viel zu der hasserfüllten Ablehnung bei, die Voltaire zur selben Zeit in katholisch-konservativen Kreisen entgegengebracht wurde.

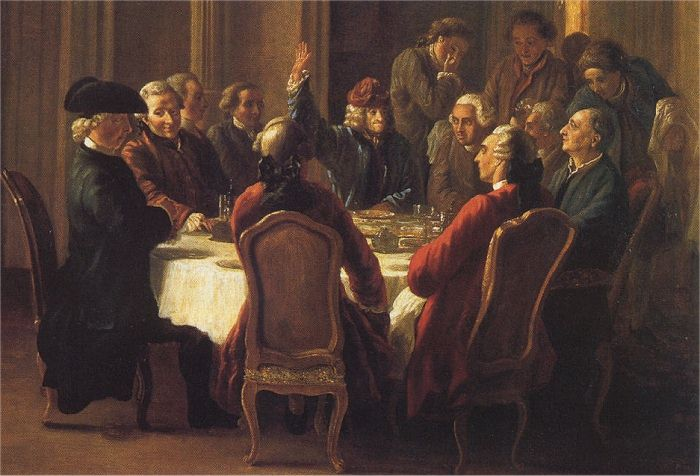
Tafelrunde Voltaires in Ferney (Jean Huber: La sainte cène du patriarche, 1771/73)

Vor allem empfing er als „patriarque de Ferney“ in seinem Schlösschen Besucher aus ganz Europa und wechselte Briefe mit zahllosen, meist hochstehenden Personen. Zugleich kämpfte er mit der Macht seiner stetig wachsenden Autorität publizistisch gegen staatliche Willkür, Rückständigkeit, Obskurantismus und Intoleranz. Als er sich z. B. 1762 und 1766 unter dem Beifall des gesamten aufgeklärten Europas in die Justizmord-Affären um den Protestanten Jean Calas und den angeblichen Atheisten (und Dictionnaire-Leser) La Barre einschaltete, konnte er die Opfer zwar nicht retten, erreichte jedoch die nachträgliche Rehabilitierung zumindest von Calas. Für den ebenfalls von einem Justizmord bedrohten Protestanten Sirven (1764) erkämpfte er eine Revision des Urteils mit Freispruch und Entschädigung.
1774 bestieg Ludwig XVI. den französischen Thron. Eine Begegnung mit Kaiser Joseph II., der inkognito unterwegs von Paris nach Wien war und nahe bei Ferney vorbeifuhr, kam zur Enttäuschung von Voltaire nicht zustande.

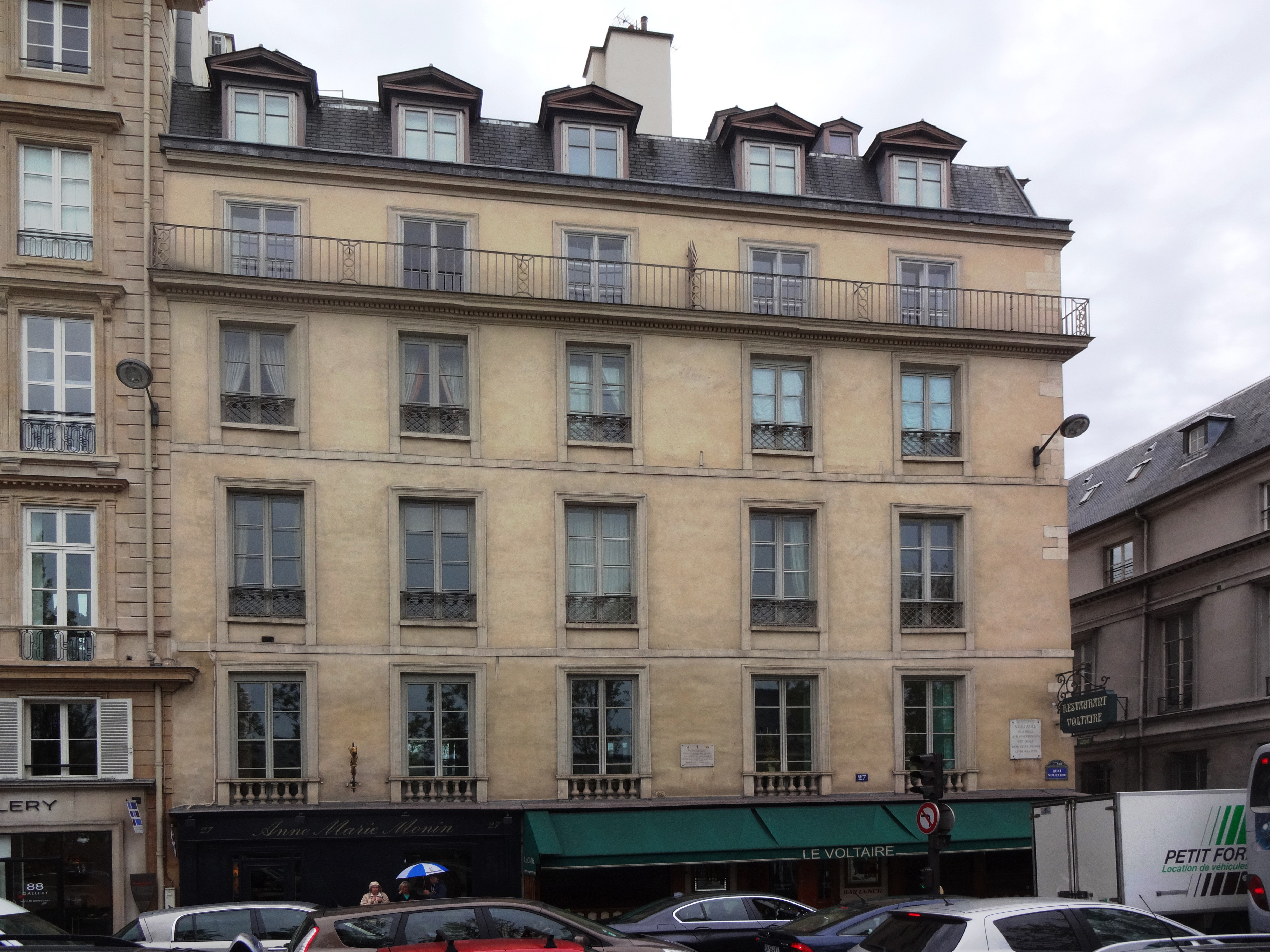
Voltaires Sterbehaus, Quai Voltaire 27, Paris

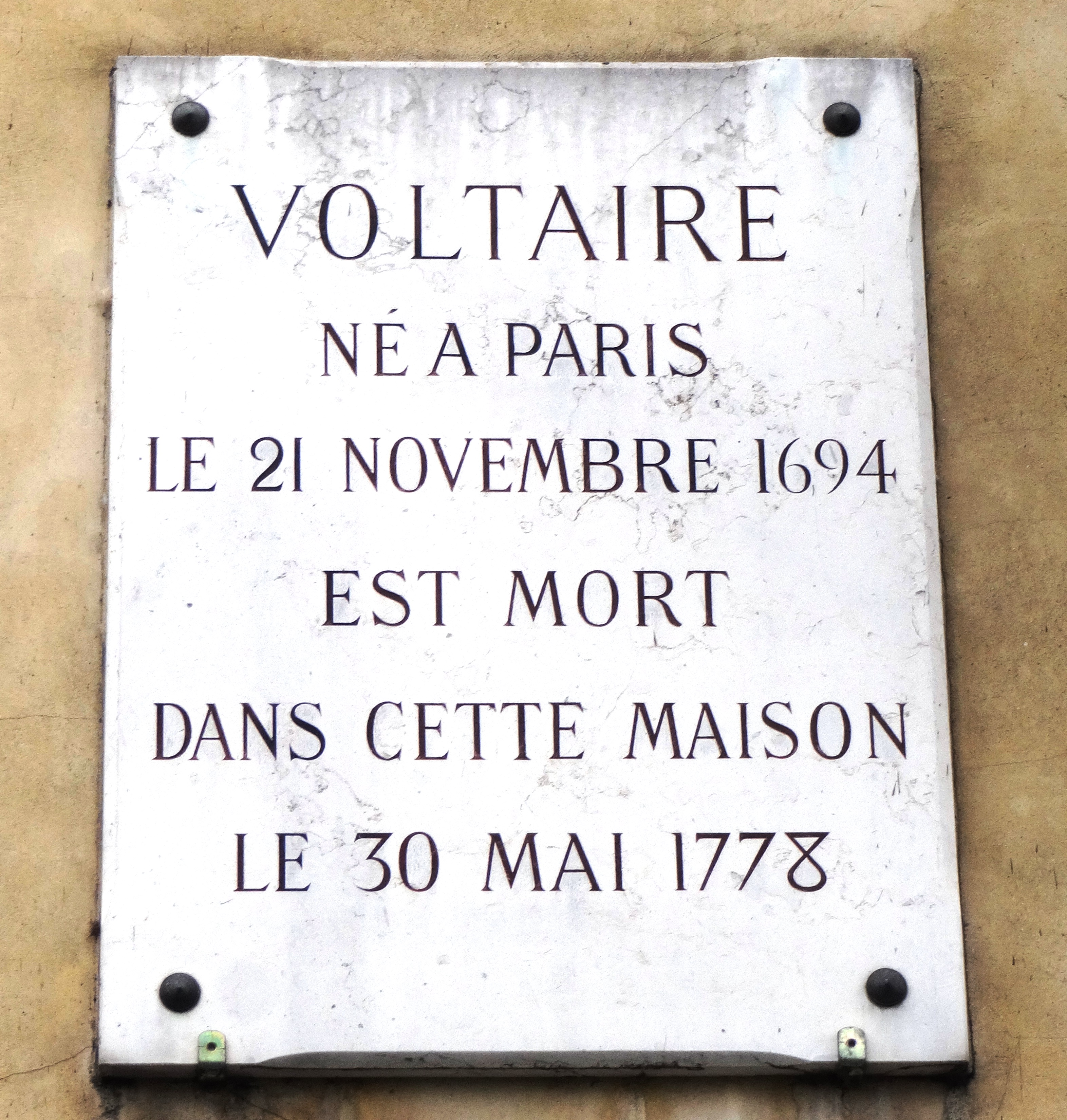
Gedenktafel an Voltaires Sterbehaus, Quai Voltaire 27, Paris

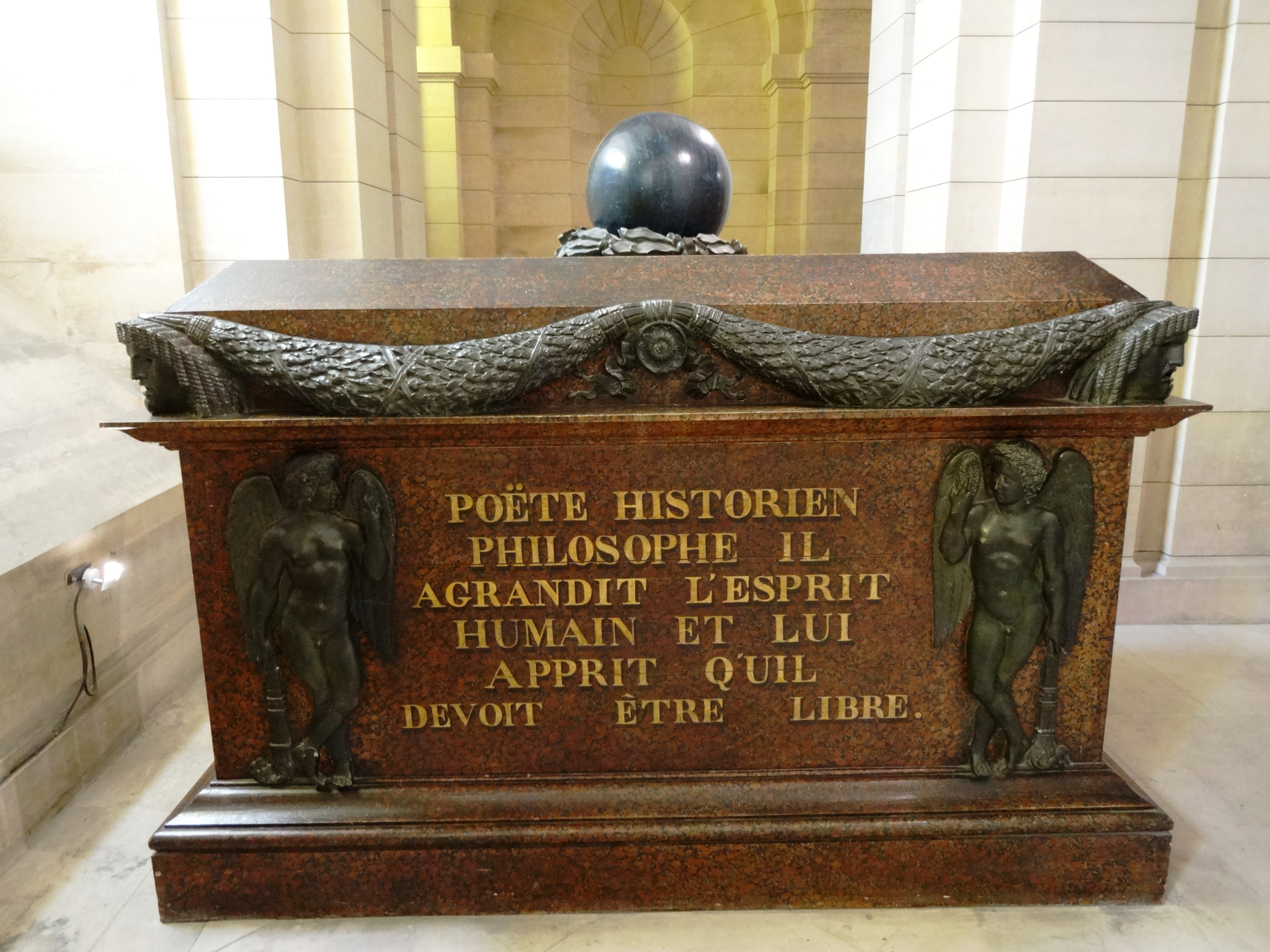
Sarkophag Voltaires im Panthéon, Paris

Im Februar 1778 reiste Voltaire nach Paris, um der Uraufführung seines neuen Stücks Irène beizuwohnen. Er wurde wie in einem Triumphzug empfangen und konnte sich der Ehrungen und Einladungen kaum erwehren. So übertrug man ihm am 30. März für das kommende Trimester die Leitung der Sitzungen der Académie française, und am 7. April wurde er in Gegenwart von etwa 250 Freimaurern in die Pariser Freimaurerloge Les Neuf Sœurs aufgenommen. Am 26. Mai hob der König das Todesurteil gegen General Lally-Tollendal auf, wofür sich Voltaire eingesetzt hatte. Das Urteil bezeichnete er als Justizmord. Der General war Voltaire wegen seiner Geldanlagen in Kolonialgeschäften seit mindestens 1760 bekannt gewesen. Vier Tage später starb Voltaire im Alter von 83 Jahren. Es bedurfte einer List seines Neffen, ihm gegen den Willen der Geistlichkeit zu einem kirchlichen Begräbnis in der Abtei Sellières in der Champagne zu verhelfen.

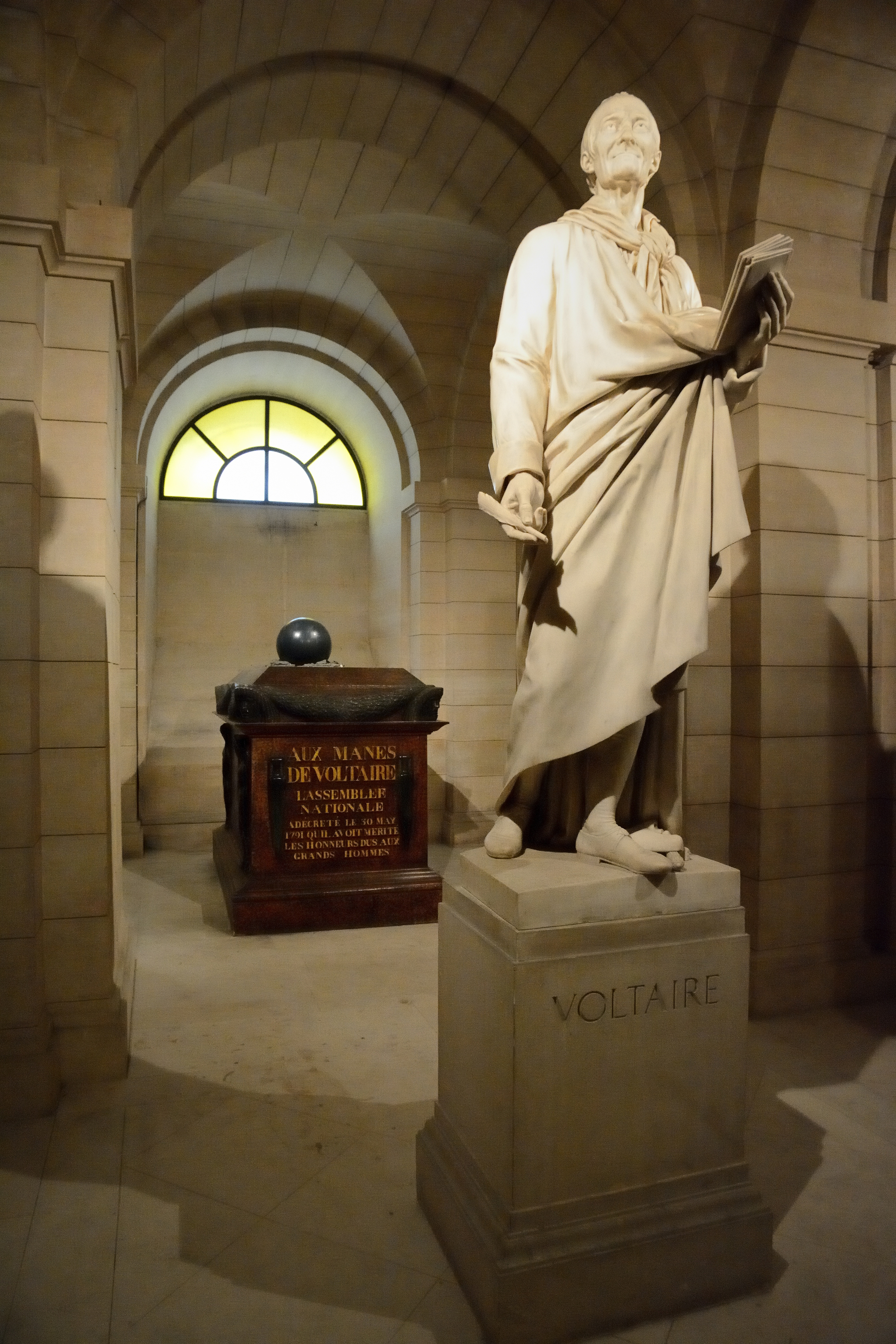
Statue und Sarkophag Voltaires im Panthéon

Am 11. Juli 1791 wurden die Gebeine Voltaires von dort in das Panthéon überführt. Sein Sarkophag erhielt die Inschrift: POETE HISTORIEN PHILOSOPHE IL AGRANDIT L’ESPRIT HUMAIN ET LUI APPRIT QU’IL DEVAIT ETRE LIBRE („Als Dichter, Historiker, Philosoph machte er den menschlichen Geist größer und lehrte ihn, dass er frei sein soll“).
Erst nach seinem Tod wurde nach und nach seine umfängliche Korrespondenz publiziert. 
Sie umfasst mit ihren mehr als 22.000 Briefen (darunter gut 15.000 eigene) 50 Bände in den Œuvres Complètes de Voltaire (OCV), in der Edition der Voltaire Foundation von Theodore Besterman und erscheint nachträglich als ein sehr bedeutender Teil seines Schaffens. Zu seinen Briefpartnern zählte auch die russische Zarin Katharina II., für Voltaire eine Philosophin auf dem Thron und der „strahlendste Stern des Nordens“. Sie erwarb nach seinem Tod seine Bibliothek, die sich heute in der Russischen Nationalbibliothek in Sankt Petersburg befindet.

## Wirkung und Positionen

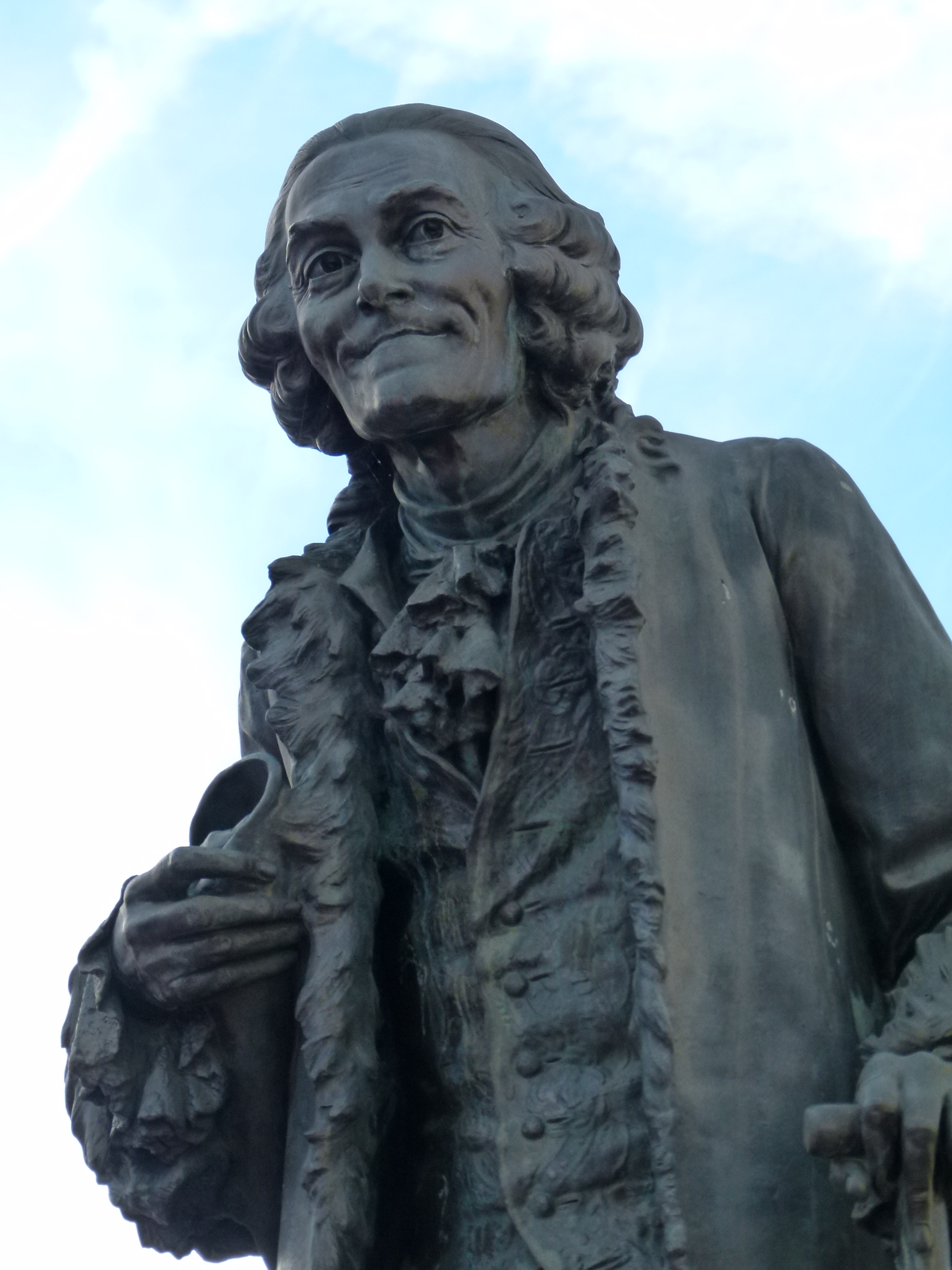
Statue von Voltaire in Ferney, 1890, Bildhauer: Émile-Placide Lambert (1828–1897)

Französische 5-Francs-Münze (1994) zum 300. Geburtstag Voltaires

Voltaire war kein systembildender Denker, sondern ein „philosophe“ im französischen Sinn, das heißt ein Autor, der sowohl belletristische als auch philosophische, historische und naturwissenschaftliche Schriften verfasste sowie publizistisch tätig war.
Die dauerhafteste und letztlich weiteste Verbreitung fanden seine ab circa 1746 verfassten philosophischen Erzählungen (contes philosophiques), in welchen er zentrale Gedanken der Aufklärung auf undogmatische und unterhaltsame Weise einem breiteren Publikum näherbrachte.
Er selbst hielt sich vermutlich in erster Linie für einen bedeutenden Dramatiker aufgrund seiner mehr als fünfzig Bühnenstücke, die teilweise sehr erfolgreich waren. Insbesondere die Tragödie Zaïre (1736) wurde mit großer Resonanz auch in Italien, Holland, England und Deutschland (1810 in Weimar von Goethe) aufgeführt, sie gehörte mehr als 200 Jahre lang zum festen Repertoire des Théâtre français. Auch von den Zeitgenossen wurde er als würdiger Nachfolger der großen Tragöden Corneille und Racine anerkannt. Goethe übersetzte die Tragödien Mahomet und Tancrède.
Bahnbrechend wirkte Voltaire als Begründer einer kulturhistorisch orientierten Geschichtsschreibung. Wissenschaftlich ambitioniert und gemeinverständlich geschrieben, eröffneten seine historiografischen Werke eine Tradition, die noch heute in Frankreich lebendig ist. Die Kleinschreibung in der französischen Schriftsprache geht ebenfalls auf ihn zurück. Er praktizierte sie als Erster konsequent in seinem Siècle de Louis XIV. Die Inschrift auf dem Sarkophag Voltaires im Panthéon (s. o.), die 1791 vermutlich von einem Mitglied der Académie des inscriptions et belles-lettres formuliert und von dieser abgesegnet wurde, versucht sichtlich, die drei Hauptseiten seines Schaffens als etwa gleichgewichtig vorzustellen: die Belletristik, die Geschichtsschreibung, die Philosophie.

### Gesellschaftskritik
Voltaire kämpfte für die Gleichheit aller Bürger vor dem Gesetz, nicht für die Gleichheit von Status und Besitz. Er war der Meinung, dass es immer Arme und Reiche geben werde. Als Staatsform favorisierte er die Monarchie, an deren Spitze er sich einen „guten König“ wünschte. Einen solchen glaubte er bis zum Zerwürfnis in Friedrich II. zu sehen.
Das Zitat „Ich missbillige, was du sagst, aber würde bis auf den Tod dein Recht verteidigen, es zu sagen“ wird oft fälschlicherweise Voltaire zugeschrieben. Tatsächlich stammt die Formulierung von S. G. Tallentyre, die damit aber nur eine Einstellung Voltaires charakterisiert und kein Zitat angegeben hatte.

### Sklaverei und Leibeigenschaft
Voltaires Stellungnahmen zu Schwarzen, Sklaven und Sklavenhandel sind in der Forschung umstritten. Claudine Hunting etwa meint, Voltaire habe dezidiert die Sklaverei verworfen. Indes weisen z. B. Christopher L. Miller und Michèle Duchet auf gegenteilige Befunde hin. Zu Unrecht wurde insbesondere von tendenziösen Autoren behauptet, Voltaire habe sich direkt am überseeischen Sklavenhandel bereichert. Eugène de Mirecourt hatte 1877 einen entsprechenden – nach dem Urteil der jüngeren Forschung wohl nicht authentischen bzw. gefälschten – Brief in Ausschnitten publiziert. Tatsächlich hatte Voltaire aber in die Compagnie des Indes Orientales investiert, welche sich u. a. an kolonialen Eroberungskriegen beteiligte und zeitweise das Monopol für Sklavenhandel in Frankreich innehatte. Er scheint die Beschäftigung von Dienern schlimmer als den Sklavenhandel betrachtet zu haben, der ihm wohl als notwendiges Übel galt. Die Benennung des Schiffes eines Sklavenhändlers nach ihm hat Voltaire als Ehre verstanden. Einen von einem Sklavenhändler nach Paris gebrachten afrikanischen Albino beschrieb er als eines „der Tiere, welche den Menschen ähneln“. Er scheint ihm dem fehlenden Glied zwischen Mensch und Tier nahezukommen, das Voltaire auch sonst thematisiert hatte. Schwarze hielt Voltaire für eine von Weißen verschiedene Spezies der Menschen, innerhalb derer ernsthaft diskutiert würde, ob diese selbst von Affen abstamme oder umgekehrt.
In Voltaires Essai sur les mœurs et l'esprit des Nations findet sich die Passage: „Wir kaufen die Haussklaven ausschliesslich bei den Negern; dieser Handel wird uns zum Vorwurf gemacht. Ein Volk, das mit seinen Kindern handelt, ist noch viel verurteilenswerter als der Käufer. Dieser Handel zeigt unsere Überlegenheit; derjenige, der sich einen Herrn gibt, ist geboren worden, um einen [Herrn] zu haben“. Bereits der Herausgeber Condorcet, ein Gegner der Sklaverei, kommentierte, diese Passage enthalte keineswegs eine Verteidigung der Sklaverei. Die ältere Sekundärliteratur ist dieser Erklärung nicht durchgehend gefolgt. Das Werk enthält auch die These einer naturgegebenen und selten sich ändernden Gradabstufung von Genie und Charakter unter den Nationen, was begründe, warum die Neger Sklaven anderer Menschen seien. Voltaire beschreibt dort aber auch die unwürdige Behandlung von Sklaven, „Menschen wie wir“, und vergleicht die Missachtung der Juden im antiken Rom mit „unserem“ Blick auf „Neger“ als „unterentwickelte Spezies von Menschen“.

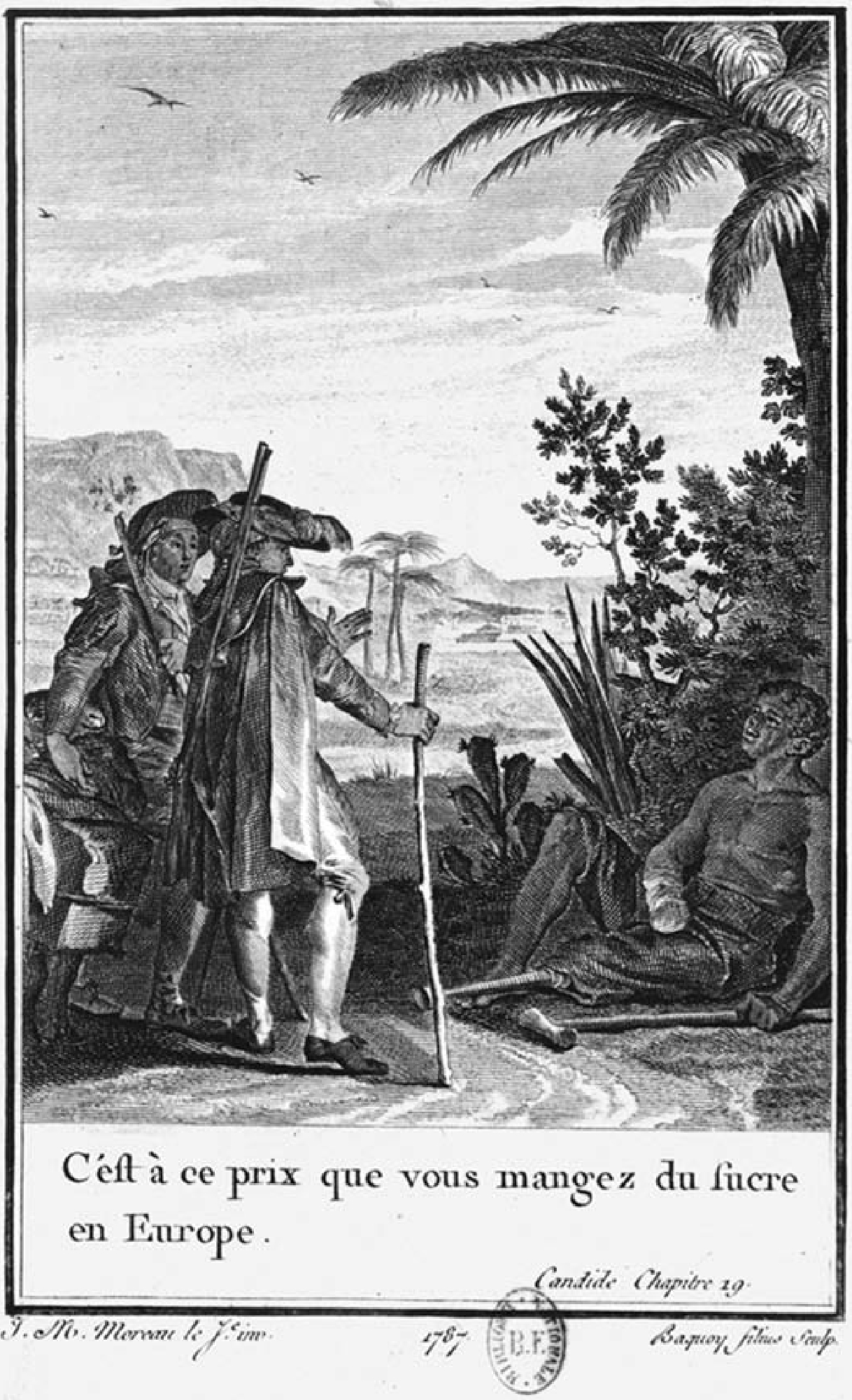
Candide und der Sklave

Bei Voltaire finden sich auch dezidiert kritische Äußerungen zur Sklaverei. So unter dem Stichwort „Esclaves“ in den Questions sur l’Encyclopédie von 1771. Auch schildert er eindrücklich die Verstümmelungen des Sklaven von Surinam im Candide, die in der Ausgabe Kehl durch einen Stich Jean-Michel Moreaus illustriert wird. Im Commentaire sur l'Esprit des lois (1777) lobt Voltaire Montesquieu für die Verwerfung der Sklaverei. Voltaire hat begeistert die Haltung der Quäker in Pennsylvania kommentiert, die eine Abschaffung der Sklaverei vertraten und auch durchsetzten. Den Krieg des Spartacus nannte er gerecht, wenn nicht sogar den einzigen gerechten Krieg. In den letzten Jahren seines Lebens setzte sich Voltaire zusammen mit dem befreundeten Juristen Charles-Frédéric-Gabriel Christin für die Beendigung der Leibeigenschaft im Jura ein, in dem das Recht der Toten Hand überdauert hatte. Im Französischen Recht schloss der Terminus Mainmorte auch die Person des Serfs ein. Voltaire erreichte sein Ziel nicht; die Leibeigenen der Franche-Comte wurden erst 1790 in der folgenden Französischen Revolution befreit.

### Kirchenkritik
Voltaire war einer der bedeutendsten Kirchenkritiker des 18. Jahrhunderts. Dies brachte ihm früh die Missbilligung der römisch-katholischen Kirche ein, die ihn als Atheisten brandmarkte und seine Schriften verbot.
Der Erbauer einer Kapelle in Ferney mit der Inschrift Deo erexit Voltaire, 1761 („Für Gott erbaut von Voltaire“) wehrte sich jedoch stets gegen den Vorwurf des Atheismus. Bei aller Distanz zu den überkommenen Religionen vertrat er eine Haltung, die der deistischen Position verwandt war, das heißt einen toleranten und undogmatischen und von archaischen Vorstellungen befreiten Monotheismus. So folgerte er aus der Gesetzmäßigkeit des Kosmos die Existenz einer höchsten Intelligenz (Traité de métaphysique, 1735) und betonte die moralische Nützlichkeit des Glaubens an Gott: „Wenn Gott nicht existierte, müsste man ihn erfinden“ (in Épitre à l’auteur du livre des trois imposteurs, 1770). Ohne jeden dogmatischen Anspruch bejahte Voltaire auch die Unsterblichkeit der Seele und die Freiheit des Willens.
An der römisch-katholischen Kirche und ihrer Verquickung mit der weltlichen Macht übte er schärfste Kritik. Viele seiner späteren Briefe beschloss er mit der berühmt gewordenen Parole Écrasez l’infâme! (wörtlich: „Zermalmt die Niederträchtige!“), was in der Regel auf die Kirche als Institution bezogen wird. Einer anderen Lesart zufolge war mit l’infâme der von Voltaire oft gegeißelte Aberglaube (l’infâme superstition) gemeint. Im Jahr 1768 veröffentlichte er unter dem Pseudonym Corbera das Pamphlet Epître aux Romains, das zum Widerstand gegen den Papst aufruft.
Voltaire wünschte sich ein kirchliches Begräbnis, doch verweigerte er auf dem Sterbebett die Kommunion und die Letzte Ölung ebenso wie den von der Kirche verlangten Widerruf seiner Schriften. Auch von seiner Verneinung der Gottessohnschaft Jesu rückte er nicht ab.
So schrieb er an Friedrich II: „Ich habe eine unüberwindliche Abneigung gegen die Art und Weise, wie man...in unserer römisch - katholischen...Religion sein Leben beschließt. Es erscheint mir höchst lächerlich, sich beim Aufbruch in jene andere Welt ölen zu lassen, etwa so, wie man die Radachsen seines Reisewagens schmiert, wenn es auf große Fahrt geht. Dieser Unsinn...widert mich so sehr an...“
Er war Mitglied der 1776 gegründeten Freimaurerloge Les Neuf Sœurs.

### Äußerungen über das Judentum
Die Traditionen und Gebote der monotheistischen Religionen stehen nach Voltaires Auffassung in vollständigem Gegensatz zu den Idealen und Zielen der Aufklärung, Toleranz und Rationalismus. Insbesondere in den mythologischen Wurzeln des Judentums sah er dabei die typische Verkörperung von Legalismus, Primitivismus und blindem Gehorsam gegenüber Traditionen und Aberglauben und, neben der Verteidigung von Juden, gibt es eine teilweise heftige Ablehnung des Judentums. In Voltaires 118 Artikel umfassendem philosophischen Wörterbuch Dictionaire philosophique werden die Juden in mehreren Artikeln angegriffen und unter anderem als „das abscheulichste Volk der Erde“ bezeichnet.

„Ich spreche mit Bedauern von den Juden: Diese Nation ist, in vielerlei Beziehung, die verachtenswerteste, die jemals die Erde beschmutzt hat.“

Voltaire verspottete insbesondere den Pentateuch als barbarische Verirrung und darauf aufbauende Werte als „kulturelle Peinlichkeit“ mit historischer Irrelevanz. Ein Artikel über die Juden beschließt den ersten Teil dementsprechend wie folgt:

„Sie werden in ihnen nur ein unwissendes und barbarisches Volk treffen, das schon seit langer Zeit die schmutzigste Habsucht mit dem verabscheuungswürdigsten Aberglauben und dem unüberwindlichsten Hass gegenüber allen Völkern verbindet, die sie dulden und an denen sie sich bereichern. Man soll sie jedoch nicht verbrennen.“

Der portugiesische Jude Isaac de Pinto verfasste 1762 eine Erwiderung auf diese Tiraden Voltaires, die bekannten antijüdischen Positionen und Blickwinkeln entsprechen. Diese Erwiderung fand in den folgenden Jahren mehrfache Neuauflagen und größere Beachtung. In einem Antwortbrief gestand Voltaire ein, vielfach „grausam und ungerecht“ gewesen zu sein, und kündigte an, diese Fehler zu korrigieren, – was nie geschah und, so Poliakov, von Voltaire, ungeachtet seines Versprechens, auch nie beabsichtigt war. Gleichzeitig bekräftigte Voltaire seine Ablehnung jüdischer Gesetze, Bücher und deren Aberglaubens, die für viele „unerträglich“ seien und die er als unvereinbar mit jeglicher Philosophie erachtete.
In anderen Schriften äußerte sich Voltaire positiv über das Judentum im Vergleich zu christlichem Fundamentalismus und lobte die religiöse Toleranz des alten Judentums – obwohl er an anderer Stelle die Intoleranz des Judentums (dann im Vergleich zum aufklärerischen Ideal) heftig kritisiert. Wie in diesem Punkt sind Voltaires Aussagen zum Judentum auch insgesamt zweischneidig. Einerseits bemühte er sich, den „jüdischen Aberglauben“ als bedeutungslos für den historischen Kontext erscheinen zu lassen, andererseits räumt er dem Judentum in seinen Betrachtungen großen Raum ein. Während er die jüdischen Traditionen als barbarisch geißelt, bringt ihn sein Bekenntnis zur Toleranz dazu, das Judentum anzuerkennen und sich für jüdische Rechte einzusetzen.
Die populäre und staatliche Verfolgung von Juden im Mittelalter lehnte Voltaire rigoros ab. Insbesondere die christlichen Motive der Judenverfolgung wies er scharf zurück. So verfasste er einen seiner eindringlichsten Aufrufe zur Toleranz aus Sicht des Rabbis Akiba. Die Verfolgung einer Religion, der Jesus selbst angehört habe, sei absurd: „Er lebte als Jude und starb als Jude, und ihr verbrennt uns, weil wir jüdisch sind.“ Jacob Katz wies allerdings darauf hin, dass Voltaires Ressentiments gegenüber dem Judentum eben doch den Motiven des christlichen Antijudaismus entsprachen.
Voltaires Auffassungen leisteten einerseits einen wichtigen Beitrag zur aufkommenden Emanzipation der Juden im 18. Jahrhundert. Andererseits dienten seine Äußerungen als Rechtfertigung für zukünftigen, rassistisch motivierten Antisemitismus. Der polnische Talmudist Zalkind Hourwitz, Bibliothekar des französischen Königs, fasste nach Voltaires Tod dessen Haltung und Wirken wie folgt zusammen:

„Die Juden vergeben ihm all das Böse, das er ihnen tat, aufgrund des Guten, das er ihnen, vielleicht unbeabsichtigt, brachte; denn sie haben jetzt eine kleine Atempause für einige Jahre, und dies verdanken sie dem Fortschritt der Aufklärung, zu dem Voltaire durch seine zahlreichen Werke wider den Fanatismus sicher mehr beigetragen hat als jeder andere Autor.“

Viele Aussagen Voltaires zu Juden wurden von dem politisch aktiven Juristen und Historiker Henri Labroue (1880–1964) im deutsch besetzten Frankreich in der Schrift Voltaire antijuif propagandistisch ausgeschlachtet. Labroue hat ein Buch über die Geschichte der Französischen Revolution in der Gironde vorgelegt und war ursprünglich ein Mann der Linken und Freimaurer. Er organisierte 1941 eine antisemitische Ausstellung unter dem Namen Le Juif et la France und erhielt einen Lehrstuhl für „Jüdische Geschichte“ an der Sorbonne, seine Vorlesungen wurden aber boykottiert. Seine kommentierte Zitatensammlung aus Voltaire von 250 Seiten erschien 1942, mit Genehmigung der deutschen Propagandaabteilung. Sie unterschlägt Voltaires aufklärerische Ideale. Ein anonymer, in dem Widerstandsblatt J’accuse abgedruckter Artikel reagierte darauf u. a. mit Zitaten aus Voltaires Wörterbuch, um die Unvereinbarkeit dieser Vereinnahmung mit Voltaires Toleranzvorstellungen aufzuzeigen. Nach dem Urteil von Léon Poliakov indes war eine solche Zusammenstellung antisemitischer Äußerungen Voltaires eine Leichtigkeit und entsprach durchaus der Tendenz Voltaires. Mehrere Voltaire-Forscher haben jedoch etliche der Zitate und Kommentare von Labroue zurückgewiesen.

## Werke

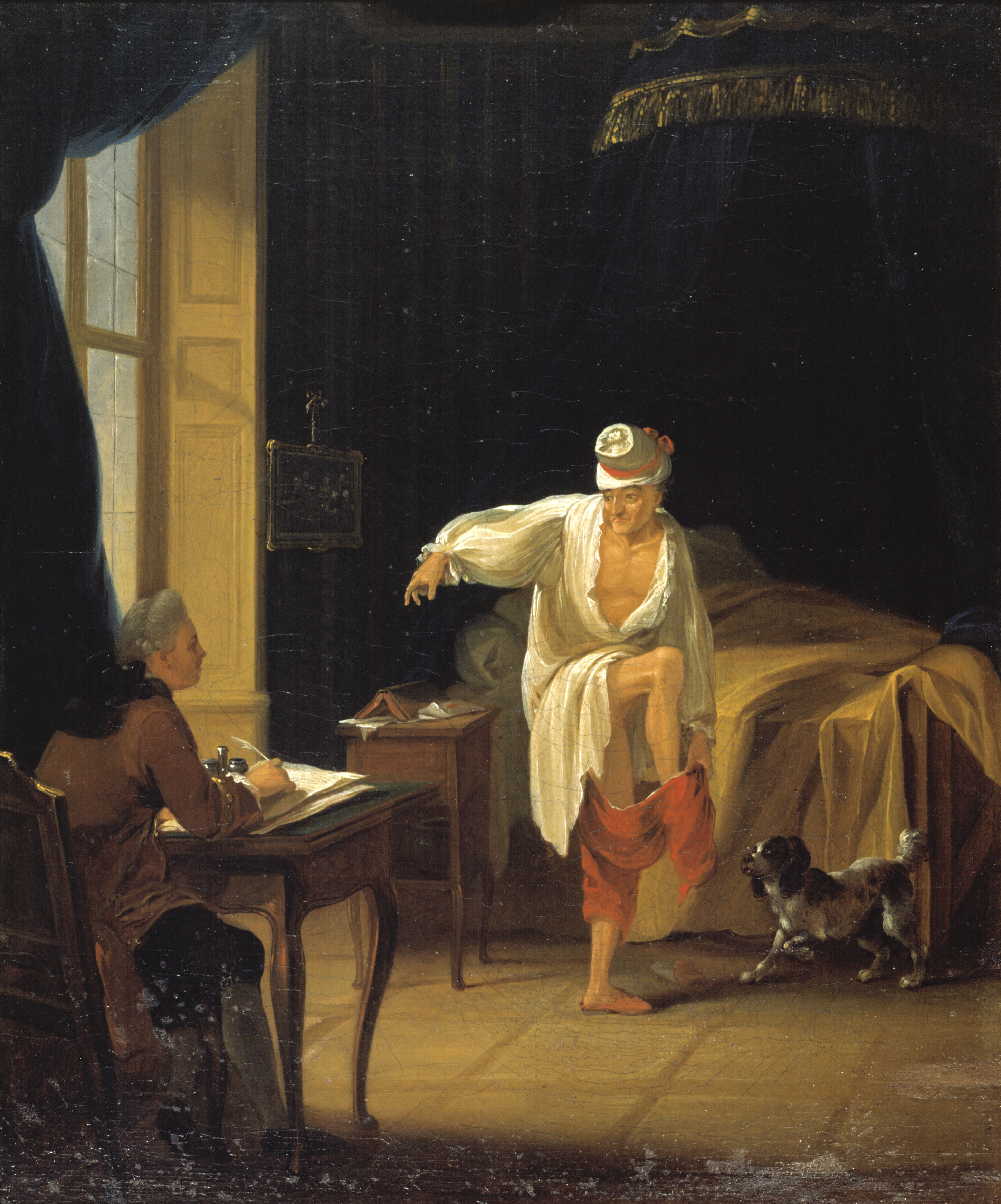
Voltaire gibt Collini ein Diktat, während er sich ankleidet, Ölgemälde von Jean Huber um 1772

Nicht mit erhobenem Zeigefinger, sondern mit Witz und Sarkasmus kritisierte Voltaire die Missstände seiner Zeit, aber auch persönliche Gegner. Meisterhaft beherrschte er hierbei insbesondere das Stilmittel der Ironie. Anerkennung erhielt er für die spielerische Eleganz seiner kürzeren Gedichte, die perfekten Verse und Reime seiner Tragödien und Epen sowie die Prägnanz seiner darstellenden Prosa. Auch in der Parodie ist Voltaire ein Meister. So parodiert die philosophische Erzählung Candide den Liebes-, Abenteuer- und Reiseroman seiner Zeit.
Voltaire hinterließ mit weit über 700 einzelnen Texten (die er zumindest in seinen späten Lebensjahren einem Sekretär diktierte) eines der umfangreichsten und umfassendsten Werke der Literatur- und Geistesgeschichte. Die Einzelheiten der Drucklegung und Veröffentlichung vieler Schriften sind, nicht zuletzt wegen der oft fast konspirativen Umstände, bis heute ungeklärt und nur unvollständig erforscht. Meilensteine der Bibliografie sind die Arbeiten und Werkverzeichnisse von Adrien-Jean-Quentin Beuchot, Georges Bengesco, Louis Moland und Theodore Besterman.
Die derzeit maßgebliche Werkausgabe ist die von Theodore Besterman 1968 am Institut et Musée Voltaire in Genf begonnene und von der Voltaire Foundation an der Universität Oxford fortgeführte, erste historisch-kritische und vollständige Ausgabe The Complete Works of Voltaire / Les Œuvres complètes de Voltaire (OCV). Die Papierausgabe fand 2022 unter der Leitung von Nicholas Cronk ihren Abschluss. Sie umfasst nun 205 Bände. Eine digitalisierte Fassung ist in Arbeit.

## Literatur

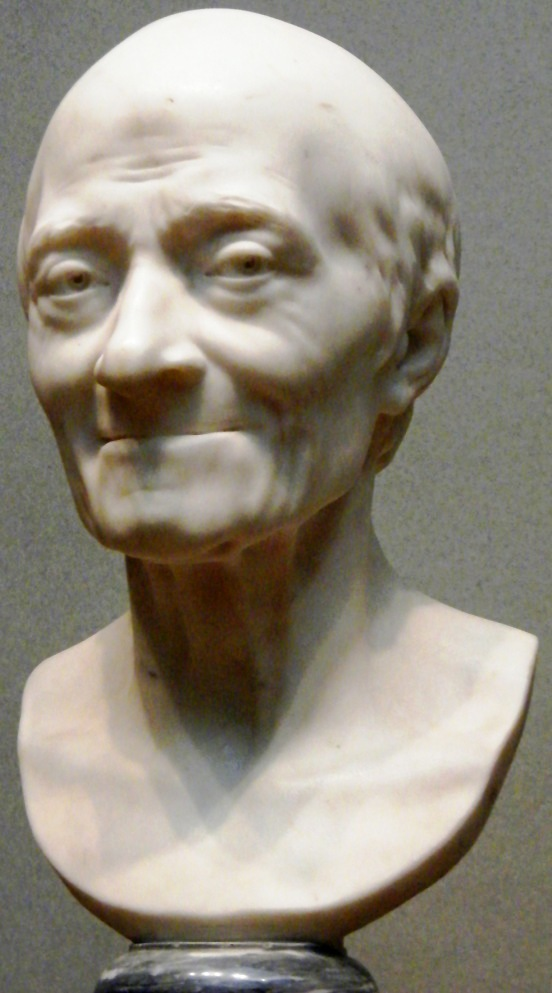
Voltaire-Büste aus dem Jahr 1778 von Jean-Antoine Houdon (Sammlung der National Gallery of Art)